# Rita Hayworthová
Rita Hayworthová (rodným jménem Margarita Carmen Cansino, nepřechýleně Rita Hayworth; 17. října 1918 Brooklyn, New York, USA – 14. května 1987 New York, USA) byla americká herečka, tanečnice a producentka. Vrcholu své kariéry dosáhla během 40. let, kdy se zařadila mezi největší hollywoodské hvězdy. Během druhé světové války byla vedle Betty Grableové či Lany Turnerové i jednou z předních pin-up modelek. Díky tomu byla ještě dlouho poté přezdívána jako „Bohyně lásky“ (anglicky „The love goddess“). Rita Hayworthová je nejlépe známá pro svou femme fatale roli ve slavném film-noiru Gilda z roku 1946. Mezi její další známé snímky patří například dvě muzikálové komedie s Fredem Astairem: Nikdy nezbohatneš (1941) a Krásnější než sen (1942), ale také další film-noir Dáma ze Šanghaje (1947), který režíroval její tehdejší manžel Orson Welles, či technicolorový muzikál Dívka z titulní strany (1944) s Gene Kellym.
Rita Hayworthová vyrůstala v Kalifornii v rodině s dlouholetou taneční tradicí. Její otec, původem Španěl, ji již od útlého věku nutil tančit a již v jejích třinácti letech z ní dokonce učinil svou taneční partnerku. Po celé své dětství a mládí se tak téměř nestýkala se svými vrstevníky a neustále byla nucena cvičit a později i vydělávat na živobytí během velké hospodářské krize. V devatenácti letech se poprvé vdala, aby unikla vlivu svého přísného otce. Svého manžela nechala řídit její stoupající hereckou kariéru. Počátkem 40. let se u filmového studia Columbia Pictures dostala až na vrchol a po rozvodu se brzy opět vdala, tentokrát za slavného režiséra Orsona Wellese. Mezi hollywoodskou elitou se udržela až do konce 40. let, kdy se podruhé rozvedla a odjela do Evropy. V Evropě se však seznámila s dalším mužem, který významně ovlivnil její budoucí život i kariéru a stal se jejím třetím manželem. Kvůli muslimskému princi a budoucímu vůdci ismailské sekty Aly Chánovi svou přestávku v herecké kariéře protáhla až na tři roky, ale kvůli jeho nevěře se v roce 1951 vrátila zpět do Spojených států. 
Během 50. let její kariéra začala rychle upadat. Se šéfem filmového studia Columbia Pictures Harrym Cohnem vedla neustálé spory a problémy se opět přenesly i do jejího osobního života, který jí značně zkomplikovalo vydírání a výhrůžky smrtí její mladší dcery, kterou si její otec Aly Chán s jeho otcem Ághá Chánem přáli vychovat jako muslimku. Po zapojení FBI do případu se Rita Hayworthová rozhodla hledat útěchu u dalšího muže, zkrachovalého argentinského zpěváka Dicka Haymese, kterého si brzy vzala. Její čtvrté bouřlivé manželství se však celou dobu prolínalo se soudními spory ohledně Haymesovy deportace a dluhů a po dvou letech se nechala opět rozvést. Koncem 50. let stárnoucí hvězdě začaly rapidně ubývat nabídky na filmy, což se pokoušela utápět v alkoholu i v posledním manželství, tentokrát se scenáristou Jamesem Hillem. Ani její páté manželství neskončilo jinak než rozvodem a zbytek života strávila sama, dokud jí nebyla i přes dlouhodobé příznaky diagnostikována Alzheimerova choroba. Od roku 1980 žila se svou druhou dcerou Yasmin Chánovou v New Yorku až do své smrti v roce 1987.

## Život a kariéra

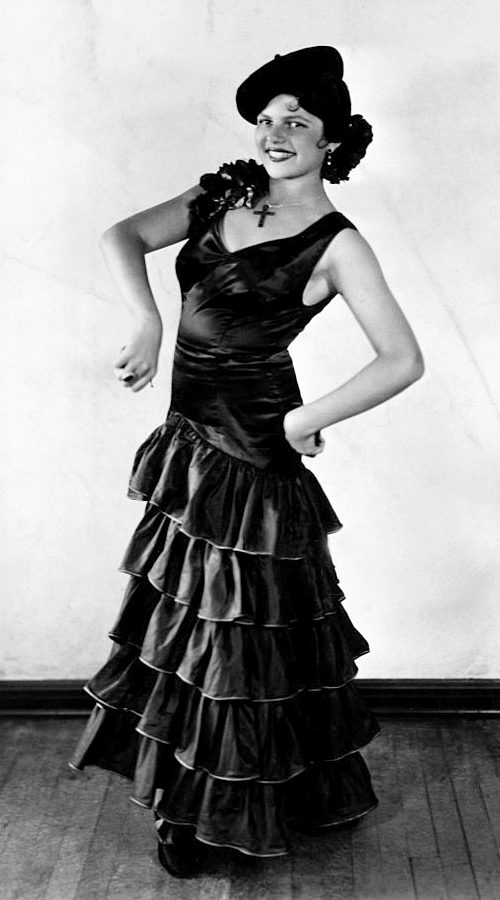
Rita Hayworthová v roce 1931 (13 let)

### Rodina a dětství
Narodila se 17. října 1918 v Brooklynu v New Yorku jako Margarita Carmen Cansino. Její otec Eduardo Cansino byl romského původu a pocházel ze španělského městečka Castilleja de la Cuesta poblíž Sevilly. Již od mládí se věnoval tanci a se svou sestrou Elisou utvořil poměrně slavný taneční pár známý pod názvem „Dancing Cansinos“ (Tančící Cansinové). V roce 1913 se odstěhovali do Spojených států, kde se pokusili uplatnit ve zdejším vzkvétajícím filmovém průmyslu. Nejprve však začali vystupovat po New Yorku, kde měli se svým flamencem a sevillanas velký úspěch. Spolu s dalším známým tanečním párem Fredem a Adele Astairovými začali vystupovat i ve slavné revue Ziegfeld Follies. Zde se Eduardo Cansino později seznámil se svou budoucí manželkou Volgou Hayworthovou. Španělský tanečník a divadelní herečka s irskými a anglickými kořeny se počátkem roku 1917 vzali a o deset měsíců později se jim narodila jejich jediná dcera Margarita.
Už od čtyř let ji její otec seznamoval s tancem, avšak neměl ji příliš v lásce, neboť byl velmi zklamán tím, že jeho prvorozené dítě je dcera (později měl ještě mladší syny). Ze tří sourozenců však Rita měla na tanec největší talent, a proto na ni otec klad vysoké nároky. Kvůli neustálému nacvičování a zkoušení byla Rita nucena zanedbávat školní docházku, což jí značně ubíralo možností hrát si a socializovat se se svými vrstevníky. Už od dětství s ní bylo zacházeno jako s dospělou a nikdy si nedovolila svému otci odporovat. Vždy byla tiché a uzavřené dítě a i ve svém volném čase obvykle jen seděla na terase a mlčky pozorovala ostatní děti. Většinu svého dětství a mládí tak prakticky strávila výhradně nacvičováním a zkoušením tance se svým otcem, který ji často i fyzicky trestal.
Po malé zkušenosti z roku 1926, kdy Eduarda Cansina i s jeho osmiletou dcerou obsadili do krátkého muzikálu La Fiesta, začal její otec snít o kariéře v Hollywoodu. Jeho sestra Elisa však jeho plány na filmovou kariéru nesdílela a zůstala v New Yorku, takže Dancing Cansinos se rozpadli. O rok později se rodina přestěhovala do Los Angeles, kde Eduardo Cansino nejprve působil jako choreograf u studií Warner Bros. a Metro-Goldwyn-Mayer a v roce 1929 založil svou vlastní taneční školu. V roce 1929 však vypukla velká hospodářská krize a kvůli špatné finanční situaci byl donucen školu brzo zavřít.

### Zahájení taneční kariéry se svým otcem

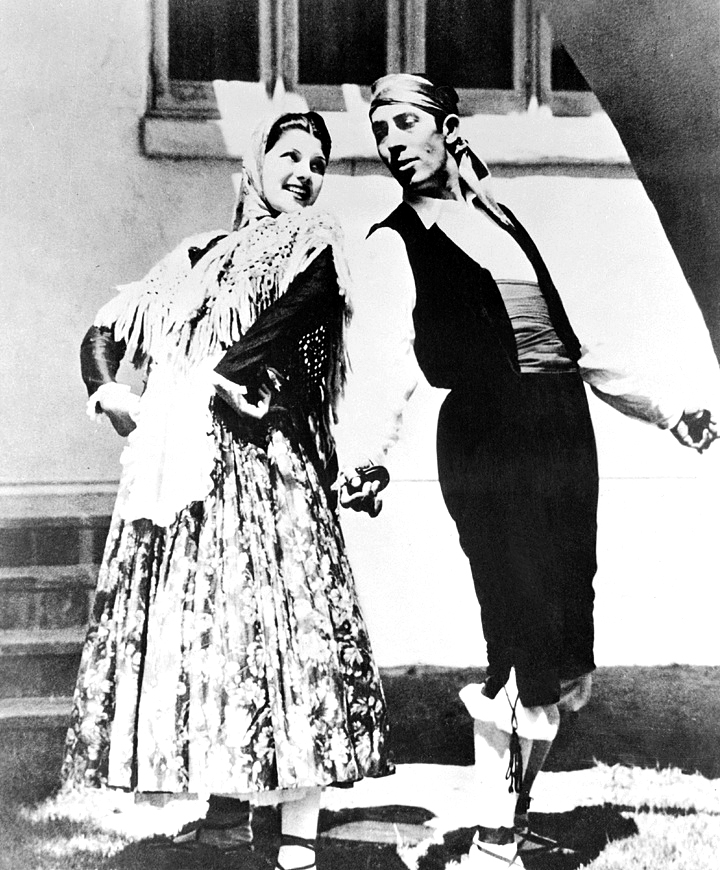
Rita Hayworthová se svým otcem Eduardo Cansinem jako „Dancing Cansinos“ v roce 1933

Hned jakmile začala Margarita dospívat, její otec neváhal a již na jaře 1931 z ní udělal svou taneční partnerku. Na jejich příjmech závisela celá rodina. Její otec měl v Kalifornii v plánu opět obnovit existenci i slávu „Dancing Cansinos“, a poté, co byla Margarita donucena obarvit si vlasy na černo a obléct si přiléhavé šaty, aby vypadala starší, se svým otcem debutovala v Carthay Circle Theatre (kde již v roce 1931 vystupovala se svým dvacetiletým bratrancem Gabrielem). Kalifornské zákony však zakazovaly vystupování nezletilých a zdejší zábavní podniky také nebyly největším zdrojem peněz. V době americké prohibice (1920–1933), se spousty návštěvníků nočních klubů a kasin hromadně sjížděly za hranice do Mexika, obzvláště do blízkého města Tijuana, kde kromě nespočtu hazardních podniků s povolenou konzumací alkoholu bujela také prostituce a Tijuana brzy dostala přezdívku „Sin City“ (Město hříchu). Eduardo se svou dcerou si v ráji nočních klubů brzy našli práci a začali vystupovat ve Foreign Clubu. Rodina se kvůli dojíždění brzy přestěhovala blíže k hranicím do města Chula Vista (necelých 20 km od Tijuany).
Barbara Leamingová se ve své biografické knize If This Was Happiness několikrát zmiňuje, že právě v tomto období začal otec mladou Margaritu dokonce pravidelně sexuálně zneužívat. Margaritu v Tijuaně vždy po vystoupení nechával zamčenou v šatně a bavil se v klubu s ostatními hosty. Traumatické vzpomínky na incestní zneužívání později údajně poznamenaly Margaritu na celý život a měly velký vliv i na její povahu.

### Začátek herecké kariéry ustudia Fox Film

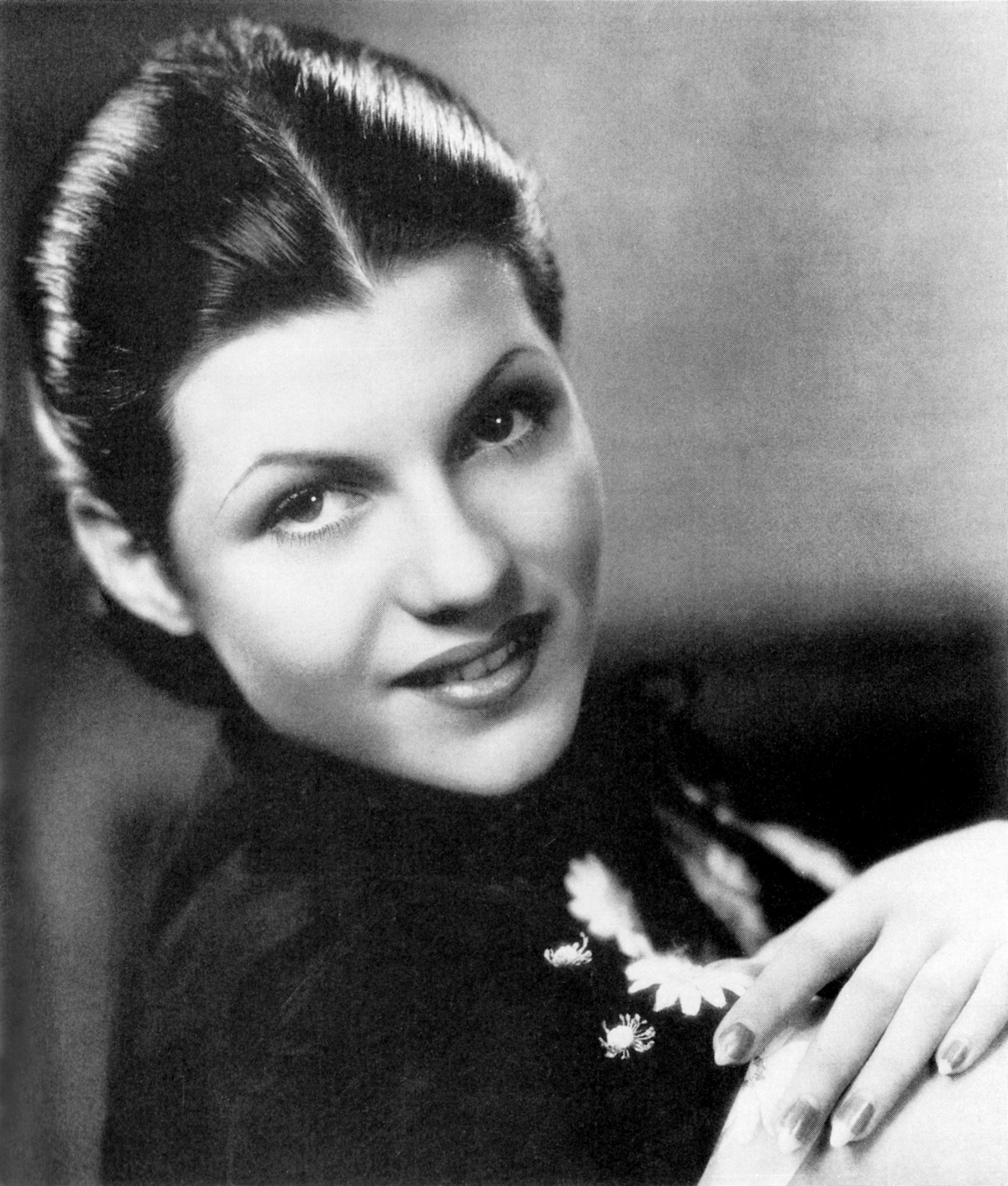
Rita Hayworthová v roce 1935

Zlom v její kariéře nastal v roce 1935, kdy ji šéf filmového studia Fox Film Corporation (nyní 20th Century Fox) Winfield Sheehan viděl tančit v kasinu Agua Caliente. Margarita udělala na Sheehana velký dojem, a ten se proto rozhodl vyjednat s jejím otcem její angažmá u filmu. Eduardo byl potěšen a na pozvánku na konkurz kývnul. Spolu s Margaritou se brzy vydal do studia, kde se Margarita předvedla na kamerových zkouškách. Producenti s ní však nebyli zcela spokojeni. Margarita byla tehdy mírně „zaoblená“ a její černé vlasy sčesané dozadu s pěšinkou uprostřed ani její přílišný make-up filmový štáb nenadchly. Její výborné taneční dovednosti a milý dětský úsměv však Sheehana údajně naprosto okouzlily a hned na místě jí dal podepsat smlouvu. Věřil, že se z Margarity stane hvězda studia a nahradí tak mexickou herečku Dolores Del Río.
Margaritině vzhledu španělské tanečnice odpovídaly její první role; na stříbrném plátně se začala objevovat nejprve v malých rolích v „béčkových“ filmech (většinou westernech) právě jako exotická tanečnice, nebo mexická seňorita. Mezi tyto snímky z její rané tvorby patří například krimi komedie Charlie Chan v Egyptě (1935), kde hrála egyptskou dívku Naydu, drama Dantovo peklo (1935) se Spencerem Tracym nebo komediální drama Paddy O'Day (1936), kde hrála ruskou tanečnici Tamaru Petrovič.
Jejím prvním významným filmem se mělo stát barevné westernové drama Ramona (1936), ale její obsazení překazila velká změna ve vedení studia. Studio Fox Film se 31. května 1935 sloučilo se společností Twentieth Century Pictures a vznikla tak jedna velká společnost 20th Century Fox. Winfield Sheehan byl ve vedení nahrazen Darrylem F. Zanuckem a byl donucen studio opustit. S jeho odchodem přišla Rita Cansino (jak byla dosud připisována i ve všech filmech) o smlouvu, která jí nakonec nebyla obnovena. Zanuck se Sheehanem totiž nesdílel názor, že by se z ní mohla stát hvězda a její roli v Ramoně přenechal Lorettě Youngové.
Margarita se však brzy setkala s mužem, který ji osvobodil od vlivu jejího otce a zároveň se mu z ní podařilo udělal skutečnou hollywoodskou hvězdu i po stránce vzhledu. Jmenoval se Edward C. Judson (celým jménem Edward Charles Holmgren Judson), přezdívaný „Eddie“. Autorky Barbara Leamingová i Stéphanie des Horstová jej popisují jako pochybného člověka, který se někdy vydával za filmového agenta, jindy za ropného či realitního magnáta nebo obchodníka s auty  S Margaritou se poprvé setkal při návštěvě studia Fox. Jeho obchodní schůzka však byla na poslední chvíli zrušena, ale cestou zpátky zavítal na kamerové zkoušky k filmu Ramona, kde ho jeden z členů štábu požádal, aby se za Margaritu u filmové smetánky přimluvil. Margaritin otec by k ní za normálních okolností žádného cizího muže nepustil, ale kvůli velké rodinné finanční krizi s jeho návrhem na její prosazení souhlasil.

### Proměna vhollywoodskou hvězdu a první manželství

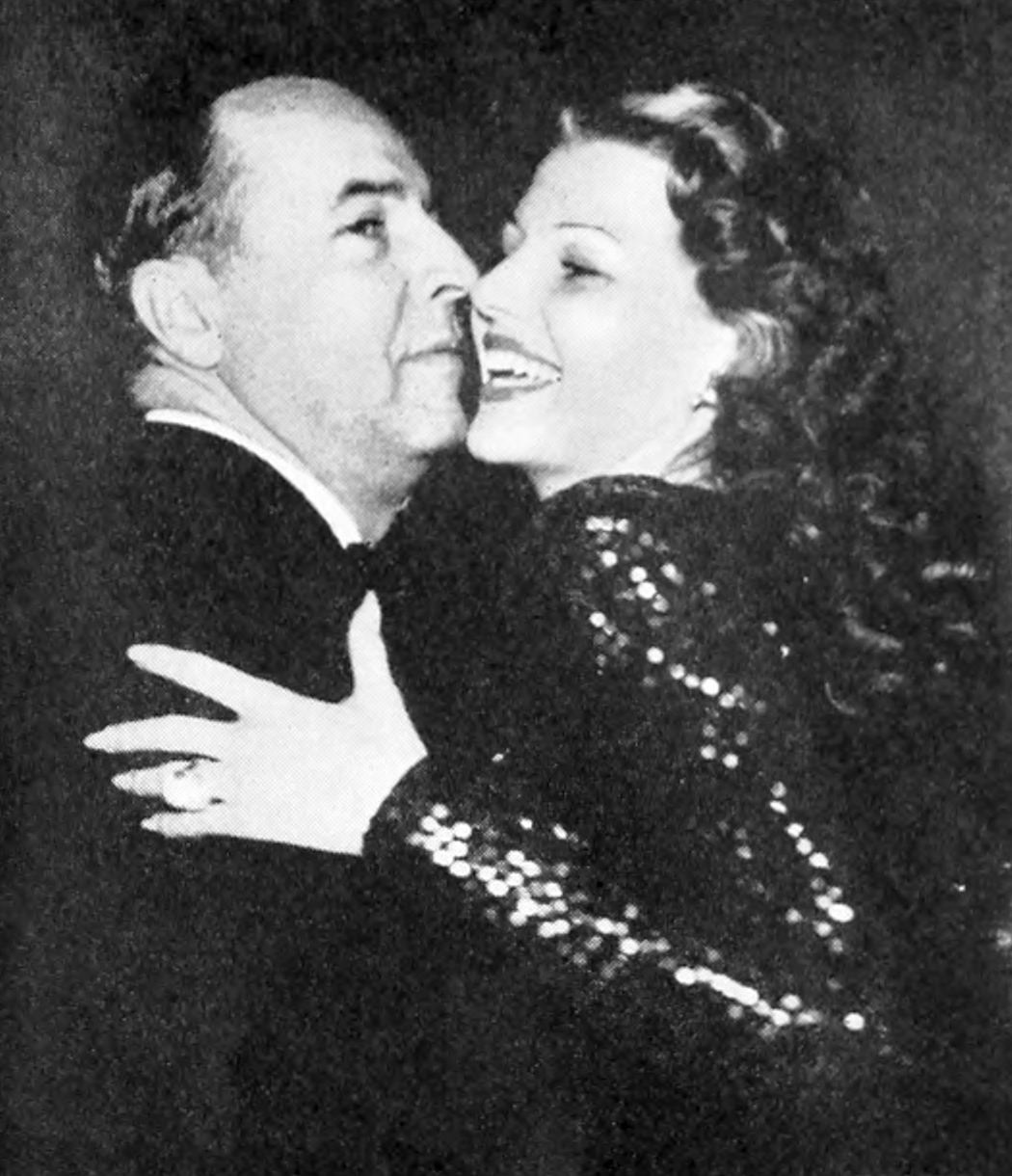
Rita Hayworthová se svým prvním manželem Edwardem C. Judsonem v roce 1942

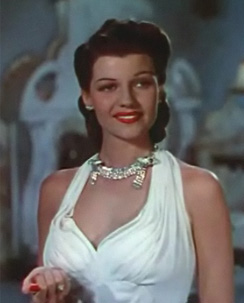
Rita Hayworthová jako Dona Sol ve filmu Krev a písek (1940)

Eddie Judson brzy využil svého vlivu a zajistil pro Margaritu několik malých rolí s průměrným platem 200 dolarů za film. Mezi ně patřily například role Marie Maringolové v mysteriózním filmu Meet Nero Wolfe studia Columbia Pictures nebo další dvě role ve dvou westernech u studia Crescent Pictures. Judsonovo úsilí se nakonec vyplatilo a šéf studia Columbia Pictures Harry Cohn dal Margaritě podepsat sedmiletou smlouvu. Studio však tehdy ještě nepatřilo mezi největší hollywoodské giganty a neustále hledalo potenciální hvězdu.

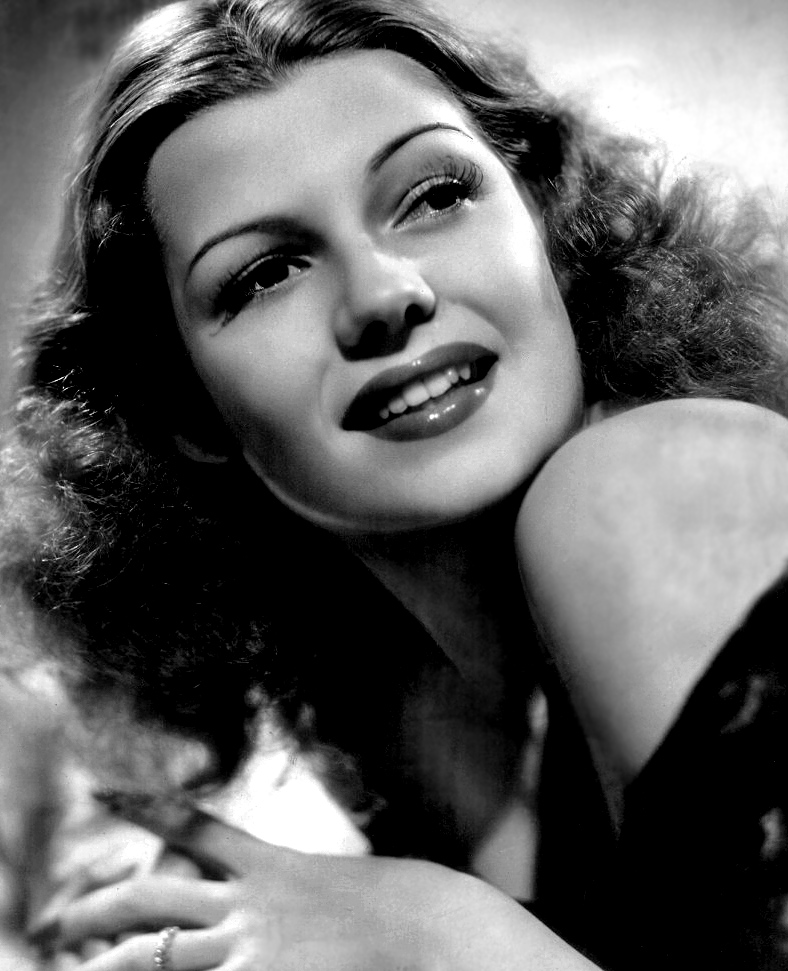
Whitey Schafer: Reklamní fotografie Rity Hayworthové z roku 1940

V květnu 1937 Margarita utekla s Eddiem Judsonem do Yumy v Arizoně, kde se narychlo vzali. Krátce po svatbě se Judson rozhodl, že zcela změní Margaritin vzhled tak, aby co nejvíce odpovídala dobovému ideálu krásy. U proměny začal tím, že jí nařídil, aby zhubla a kvůli jejímu kulatému obličeji jí nechal dokonce vytrhat stoličky. Další významná vizuální proměna se týkala jejího čela: Margarita měla vlasovou linii příliš nízko, a proto ji nechal podstoupit speciální operaci, která jí linii posunula výš. Studiová kadeřnice Helen Huntová mu poradila, aby jí nechal její černě nabarvené vlasy přebarvit na kaštanově hnědé, což její vzhled zcela proměnilo. Po skoncování s jejím španělským vzhledem jí Judson nechal změnit i její španělské jméno. Na velký popud svého otce tak Margarita přijala více americky znějící rodné jméno své matky a až do smrti vystupovala jako Rita Hayworthová (Joseph Morella i John Kobal však ve svých knihách uvádí, že byla pojmenována po svém strýci Vintonu z matčiny strany, který byl během své herecké kariéry u studia RKO Pictures často uváděn jako Haworth, bez „y“. Samohlásku jejímu novému příjmení nakonec přidal Harry Cohn, podle kterého se tak příjmení lépe vyslovovalo).
Podle Judsona však vizuální proměna Margarity Cansino v Ritu Hayworthovou k vytoužené publicitě nestačila, a manželský pár proto začal navštěvovat spousty nočních klubů, kde byla podle něj největší pravděpodobnost, že Rita upoutá pozornost fotografů od tisku. Časté schůzky s reportéry a neustálé představování byly pro Ritu s tichou a plachou povahou nepříjemné, ale brala je jako daň za to, co vše pro ni její manžel udělal. Eddie Judson se zanedlouho také pokusil opět upoutat Cohnovu pozornost. Při představení „nové“ Rity Hayworthové ho její vzhled nadchl a posléze ji hned obsadil do áčkového dobrodružného dramatu Howarda Hawkse Jen andělé mají křídla (1939).
Přestože byl snímek poměrně úspěšný, Eddie Judson přišel s dalším nápadem, jak Ritu Hayworthovou ještě více zviditelnit. Pro svůj plán najal svého přítele a publicistu Henryho Rogerse, který brzy přišel s nápadem, aby jí vymysleli poutavý příběh a spolu s jejími fotografiemi jej nechali otisknout v některém z časopisů. Jako první oslovili čtrnáctideník Look, pro který přišli s příběhem herečky s největší garderobou v Hollywoodu, která byla navíc zvolena nejlépe oblékanou herečkou roku (podle manželky Henryho Rogerse však Rita Hayworthová neměla téměř žádný vkus pro oblékání). O šest týdnů později se její fotografie nakonec objevila na titulní straně, což vzbudilo zájem i mezi ostatními publicisty a redaktory. Jméno Rity Hayworthové se brzy objevilo v několika vlivných časopisech a vyrojilo se také několik dalších smyšlených příběhů (údajně bylo postupně otisknuto celkem 3800 různých příběhů a vzniklo více než 12 000 jejích fotografií). Jeden z příběhů například popisoval Hayworthovou jako „nejlépe spolupracující dívku v Hollywoodu“. Eddie Judson si byl také dobře vědom, že veřejnost chce vědět o filmových hvězdách každý detail, a proto nechal i svůj dům otevřený novinářům po sedm dní v týdnu. Ani s touto publicitou se však nehodlal zcela spokojit a začal Ritě dokonce nařizovat, aby spala s vlivnými muži, kteří by mohli pomoct její herecké kariéře.
Rita mu stejně jako svému otci nedokázala odporovat a opět splnila téměř každé jeho přání. Osobně jí také vyhovovalo, aby její kariéru a veškeré obchodní záležitosti řídil někdo jiný, komu mohla důvěřovat. Eddie Judson ji však začal již od svatby vykořisťovat a téměř veškeré peníze, které vydělala, si přivlastnil. Hayworthová však proti jeho přístupu a nakládání s jejími výdělky neměla nejprve žádné námitky, a i po rozvodu, kdy ji začal vydírat, mu z vděčnosti téměř veškeré peníze odevzdala.

### Nová filmová hvězda a první rozvod

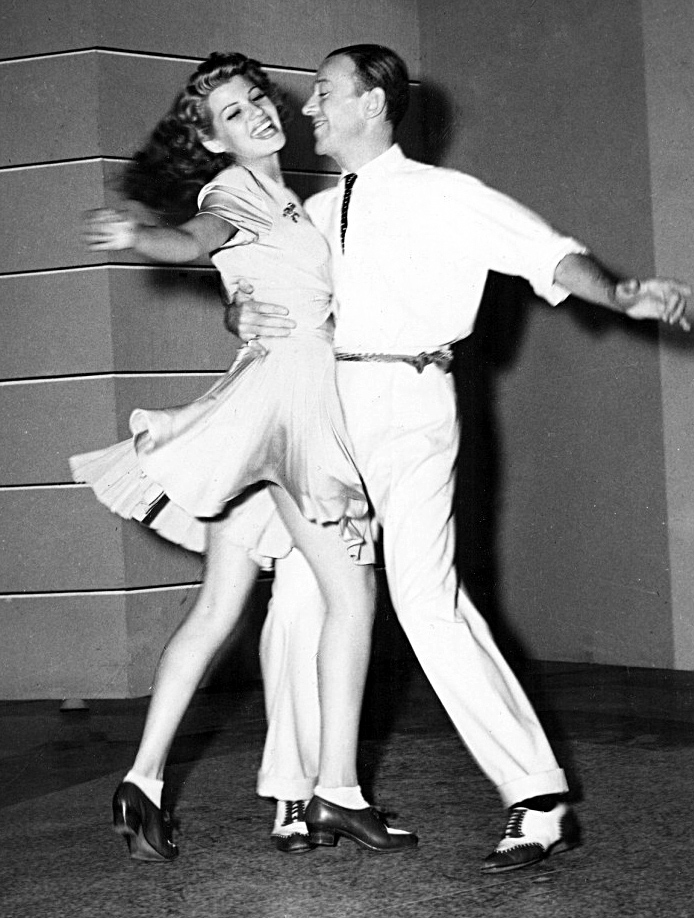
Rita Hayworthová s Fredem Astairem při nácviku tanečního čísla k filmu Nikdy jsi nebyl krásnější (1942)

S její stoupající publicitou však její herecká kariéra začala stagnovat a studio nebylo schopno rychle vymyslet pro Ritu vhodný film. V roce 1941 ji Columbia Pictures nakonec zapůjčila studiu Warner Bros. pro snímek The Strawberry Blonde (Jahodová blondýnka), který znamenal další zlom v její kariéře. Během natáčení si začala románek s představitelem hlavní role Anthony Quinem. Po Warner Bros. si ji půjčilo také studio 20th Century Fox odkud ji před šesti lety kvůli příliš španělskému vzhledu vyhodili a nyní měla paradoxně hrát právě Španělku v dramatu Krev a písek (1941). Na konkurzu významného producenta Darryla F. Zanucka nadchla a její role svůdné femme fatale Doñi Sol z ní následně udělala sexuální ikonu. Její role však měla původně připadnout Carole Landisové, která ji ale odmítla, protože si nechtěla přebarvovat své blonďaté vlasy na zrzavo.
Spolu s Ritinou hereckou kariérou začala pomalu stoupat i její kuráž, až nakonec svého manžela poprvé odmítla, když jí nařídil, aby se vyspala s Harrym Cohnem. Cohn se jí však stal takřka posedlý a začal ji špehovat; dokonce jí nechal do šatny umístit i odposlouchávací zařízení. Přestože se s ním Rita Hayworthová nevyspala, obnovil jí smlouvu a obsadil ji do romantického muzikálu Nikdy nezbohatneš (1941). V tomto filmu ztvárnila roli tanečnice Sheily Winthropové, do které se zamiluje její choreograf Robert Curtis v podání Freda Astaira. Ten však před svým šéfem, kterého musí neustále tahat z problémů raději narukuje do armády, což mu dobývání Sheilyna srdce značně ztíží. Rita Hayworthová ve svém prvním snímku s Fredem Astairem nahradila jeho dlouhodobou filmovou partnerku Ginger Rogersovou a z jednoho z nejdražších snímků studia Columbia Pictures se stal ihned obrovský kasovní trhák. O rok později jej následoval její druhý snímek s Fredem Astairem a byl nazván Krásnější než sen (1942). V tomto komediálním a romantickém muzikálu ztvárnila roli Marii Acuñi, která se jako dcera bohatého majitele nočního klubu odmítá vdát. Film se stal rovněž obrovským trhákem.
Rita Hayworthová téměř dosáhla vrcholu své kariéry, avšak stále nevlastnila skoro žádný majetek a peníze; proto také poprvé otevřela téma rozvodu. Eddie Judson jí však hned začal vyhrožovat, že jí polije obličej kyselinou a její krásu nadobro zničí. I přes jeho výhrůžky zohavením se Rita Hayworthová rozhodla rozvést, ale nenajala si žádného právníka, který by ji zastupoval, čímž se ve výsledku připravila téměř o veškerý zbytek svých peněz. Jediným podstatným cílem pro ni však bylo co nejrychleji se rozvést a uniknout od svého manžela.
Ve stejné době začala natáčet další film – komediální muzikál Moje dívka Sally (1942), při kterém se seznámila se svým hereckým kolegou Victorem Maturem, který po jejím boku ztvárňoval druhou hlavní roli. Zanedlouho se také intimně sblížili a jejich románek se po Hollywoodu brzy roznesl. Victor Mature jí také dodal duševní podporu a krátce po premiéře filmu se 22. května 1942 oficiálně rozvedla. Judson s Hayworthovou nakonec uzavřel mimosoudní dohodu, že ji nebude vydírat, pokud mu odevzdá všechen svůj majetek a peníze, který zahrnoval několik akcií studií Columbia Pictures i 20th Century Fox a 12 000 dolarů v hotovosti.

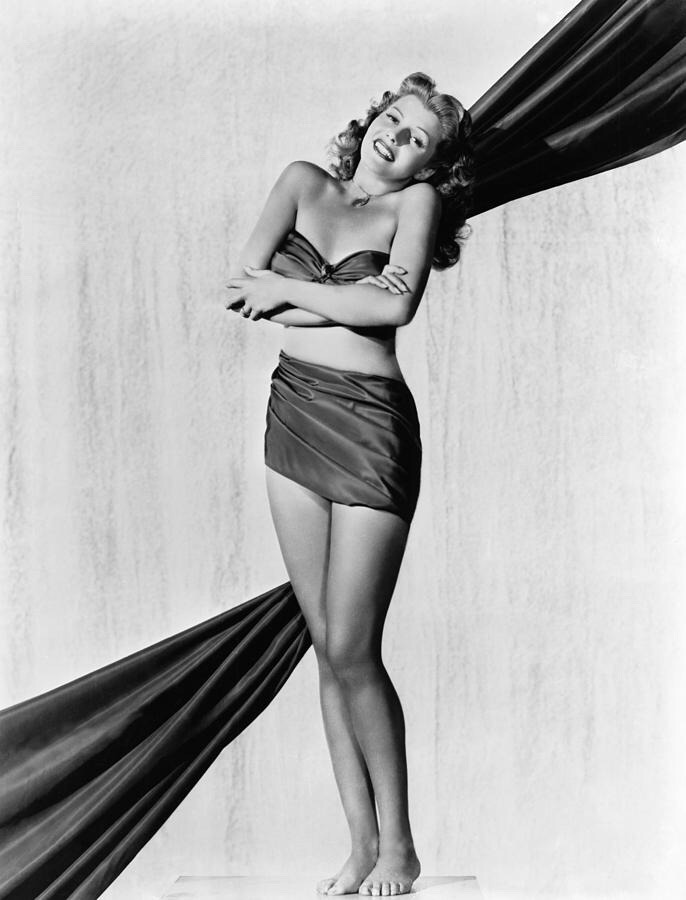
Rita Hayworthová jako „pin-up“ modelka na obálce časopisu Yank

### Válečná léta a vzestup na vrchol
Zapojení Spojených států do druhé světové války dne 7. prosince 1941 po japonském útoku na Pearl Harbor odstartoval další velký vzestup její kariéry. Se začátkem války se na povzbuzení morálky vojenských jednotek masivně rozmohl tzv. „pin-up“ styl fotografií a ilustrací, na kterých nejčastěji pózovaly právě slavné a obdivované herečky či modelky. Rita Hayworthová, jakožto jedna z největších hollywoodských hvězd, se stala „pin-upkou“ také a během války se její fotografie zařadily mezi jedny z nejpublikovanějších. Její nejslavnější pin-up fotografie vyšla 11. srpna 1941 dokonce i v časopise Life a zobrazovala ji, jak klečí na posteli v krajkovaném negližé (negližé bylo později v roce 2002 v aukci vydraženo za 26 888 dolarů). Tuto fotografii během války překonala v prodeji pouze fotografie Betty Grableové od Franka Powolnyho z roku 1943. Rita Hayworthová se přesto stala nejen pro americké vojáky ikonou a díky nespočtu jejích pin-up fotografií se jí začalo přezdívat „Bohyně lásky“ (The love goddess).
Na její nejslavnější fotografii v časopise Life narazil i režisér Orson Welles až daleko v Brazílii, který (podle spisovatelky Stéphanie des Horstové) údajně právě zuřil nad zprávou od nového vedení studia RKO Pictures, že jeho kontroverzní film Skvělí Ambersonové (1942) byl zcela přestříhán a že se studio navíc vzdává produkce jeho dalšího filmu It's All True, který v Jižní Americe právě natáčel. Fotografie Rity Hayworthové v onom krajkovaném negližé ho však zaujala a tehdy údajně prohlásil, že jakmile se vrátí, tak se s ní ožení. Tehdy byl již rozveden se svou první manželkou Virginií Nicolsonovou a zasnoubení s herečkou Dolores del Río jeho snoubenka zrušila. Přestože se Orson Welles s Ritou Hayworthovou nikdy nesetkal, hned jakmile se vrátil do Hollywoodu se ji pokusil vyhledat. Hayworthová se však o jeho plánech brzy dozvěděla a fakt, že si ji chce vzít vážený režisér ji nepotěšil; navíc se jejich schůzky děsila, protože byla kvůli svému nedostatečnému vzdělání před pověstným géniem velmi nejistá. Po jeho neustálém naléhání a telefonátech ohledně pozvání na večeři mu po pěti týdnech nakonec kývla a diskrétně se s ním sešla. Orsona Wellese však její plachost údajně velmi překvapila, jelikož se zdaleka nepodobala svůdným a sebevědomým ženám, které často ztvárňovala ve filmech. Během večeře se mu svěřila mj. o svém odporu k Hollywoodu a Harrymu Cohnovi a Wellesovi se nakonec podařilo ji svést.
Po zrušení natáčení Wellesova posledního snímku na ni tak získal mnohem více času a společně se objevili i v kouzelnické show Mercury Wonder Show pro vojáky, kterou si však proti sobě opět popudila Harryho Cohna. Kromě objíždění vojenských základen začala v létě 1943 také pracovat na svém dalším filmu, jelikož ji Cohn dokázal z kouzelnické show na základě její smlouvy se studiem právně odvolat. Cohn si od jejího stáhnutí ze show sliboval rozpad jejího vztahu s Wellesem, ale nakonec se stal přesný opak. Orson Welles již tehdy dobře věděl, že Rita Hayworthová s křehkou a plachou povahou potřebuje před Cohnem alespoň psychickou ochranu, a proto jí nabídl sňatek. Poté už také souhlasila s jeho návrhem, že by ji v show nahradil jeho přítelkyní a slavnou herečkou Marlene Dietrichovou.

Barbara Leamingová popisuje, že Hayworthová po celý život propadala záchvatům úzkosti, jakmile se od ní její manžel na delší dobu vzdálil a nedokázala uvěřit, že ji někdo může stále milovat i daleko na východním pobřeží, přes celé Spojené státy.
| „ | Všechno, co jsem chtěla, bylo to, co chtějí všichni ostatní... být milována. | “ |

### Druhé manželství

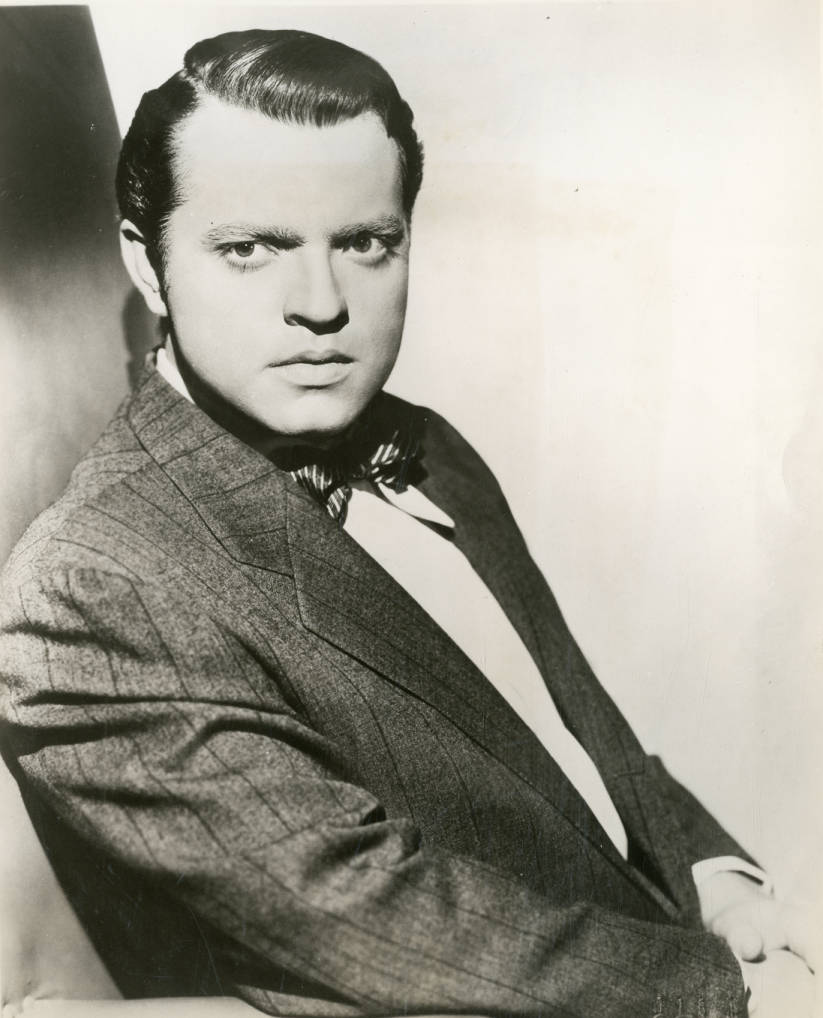
Druhý manžel Rity Hayworthové: režisér Orson Welles

Rita Hayworthová a Orson Welles se vzali 7. září 1943 v kalifornské Santa Monice a brzy po svatbě začal Welles poprvé uvažovat i o politické kariéře. Po posledním soudním sporu s Judsonem se mu však opět zhoršil zdravotní stav (narodil se s vrozenou vadou páteře, jejíž stav velmi zhoršoval také stres, kterému byl v poslední době vystaven) a nakonec musel zůstal doma, upoután na lůžko. Jejich cestu do Anglie na natáčení jeho dalšího filmu Vojna a mír tak musel odložit. 
Z New Yorku, kam se nedávno přestěhovali, se manželský pár vydal v zimě na Floridu, kde se Welles opět uzdravil. Poté se však oba vrátili zpět do Hollywoodu, kde Cohn začal po Hayworthové požadovat natočení dalšího filmu. Její odpor k Hollywoodu a Harrymu Cohnovi se nyní ještě více prohloubil a Hayworthová opět začala uvažovat o skoncování s hereckou kariérou. Následné zjištění, že je těhotná, ji však potěšilo a brzy poté nakonec začala na filmu pracovat. Během těhotenství začala hodně číst a podle postavy Rebecca z románu Ivanhoe od Waltera Scotta později údajně pojmenovala svou první dceru.
Dne 15. prosince 1944 přijali Ritu Hayworthovou v nemocnici St John's Hospital v Santa Monice, kde o dva dny později porodila císařským řezem svou první dceru. Brzy poté však onemocněla Ritina matka zánětem slepého střeva, ale hned po převezení do nemocnice jí prasklo, a i kvůli celkově špatnému fyzickému stavu způsobeném také nadměrným pitím alkoholu, zemřela 25. ledna 1945 ve věku 45 let. Ritino manželství s Orsonem Wellesem se po válce začalo pomalu rozpadat, neboť se dozvěděla o jeho několika románcích s několika různými ženami (včetně herečky Judy Garlandové). Kromě neustálých scén začala stejně jako její matka hodně pít. Její herecká kariéra však pokračovala a před narozením své dcery natočila ještě velmi úspěšný technicolorový muzikál Dívka z titulní strany (1944), který její postavení hlavní filmové hvězdy studia Columbia Pictures naprosto upevnil. Svůj herecký talent a skvělé taneční dovednosti předvedla i v následujícím muzikálu Tonight and Every Night (1945) a rok po něm přišla její nejslavnější a nejznámější role v jejím, po dlouhé době prvním, film-noiru nazvaném Gilda.

### Gildaa senzace satomovou bombou

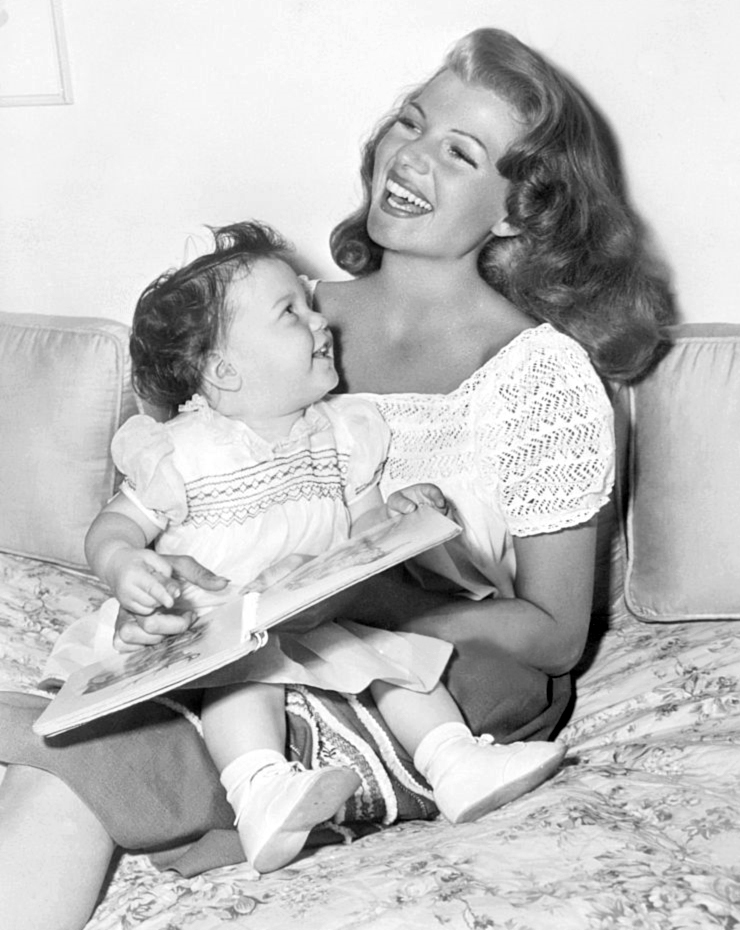
Rita Hayworthová se svou dcerou Rebbecou v roce 1946

V Gildě ztvárnila chladnou, okouzlující, avšak lehkomyslnou femme fatale, která se provdá za bohatého majitele argentinského kasina, kde se setká se svým bývalým milencem a podvodníkem Johnnym Farrellem, kterého ztvárnil Glenn Ford. Snímek Charlese Vidora byl kvůli Ritině striptýzu s rukavicí málem cenzurován. Scéna v nočním klubu, kde se Hayworthová předvedla v černých saténových šatech a zazpívala sólo na skladbu „Put The Blame On Mame“ (ve filmu ji dabovala Anita Ellise) z ní však udělala kulturní ikonu. Snímek byl určen hlavně vojákům, kteří se po válce vrátili zpět do vlasti a nový snímek s pin-up hvězdou, jejíž fotografie mnoho z nich během války provázela, měl spolehlivě přitáhnout jejich pozornost. Film se stal obrovským kasovním trhákem a Hayworthová se stala hvězdou i v poválečné Evropě, kde byla veřejnosti dosud téměř neznámá (během nacistické okupace byly americké filmy zakázané). Snímek vyvolal takovou senzaci, že po Ritě Hayworthové (jako kompliment) dokonce pojmenovali i testovací atomovou bombu svrženou i s jejím obrázkem z časopisu Esquire na atol Bikini, což Ritu velice naštvalo a urazilo. Jejího manžela to však spíše pobavilo a dokonce pronesl:

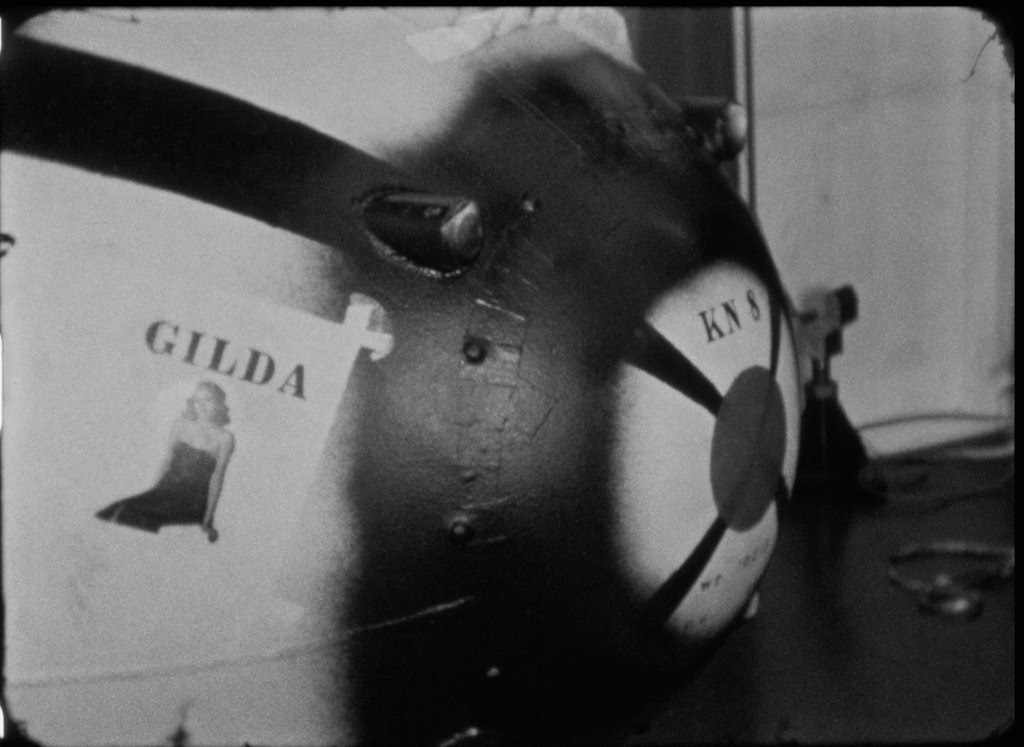
Portrét Rity Hayworthové na atomové bombě

| „ | Chci, aby moje dcera mohla říct své dceři, že babiččin obrázek byl na poslední atomové bombě, která kdy vybuchla. | “ |

Rita Hayworthová se s Orsonem Wellesem brzy poté rozešla, ale po jejím románku s Glennem Fordem, Tonym Martinem a dokončení muzikálu Down to Earth (1947) se znovu setkali na natáčení dalšího film-noiru Dáma ze Šanghaje (1947), kde manželský pár ztvárnil hlavní role. Hayworthová byla za své herecké výkony odbornou kritikou chválena, ale veřejnost, včetně Harryho Cohna, který údajně málem zešílel, byla hlavně šokována jejími nakrátko ostříhanými a na blond obarvenými vlasy. To byl hlavní důvod, proč snímek u kinopokladen neuspěl. Rita Hayworthová však v roce 1948 patřila mezi nejlépe placené herečky na světě a nadále byla považována za jeden z největších sexsymbolů. Dokonce i její rty byly například o rok později zvoleny organizací Artists League of America nejlepšími rty na světě, což také vedlo ke smlouvě se společností Max Factor na propagaci rtěnek Tru-Color a make-upu Pan-Stik.

### Odjezd do Evropy a princ Aly Chán

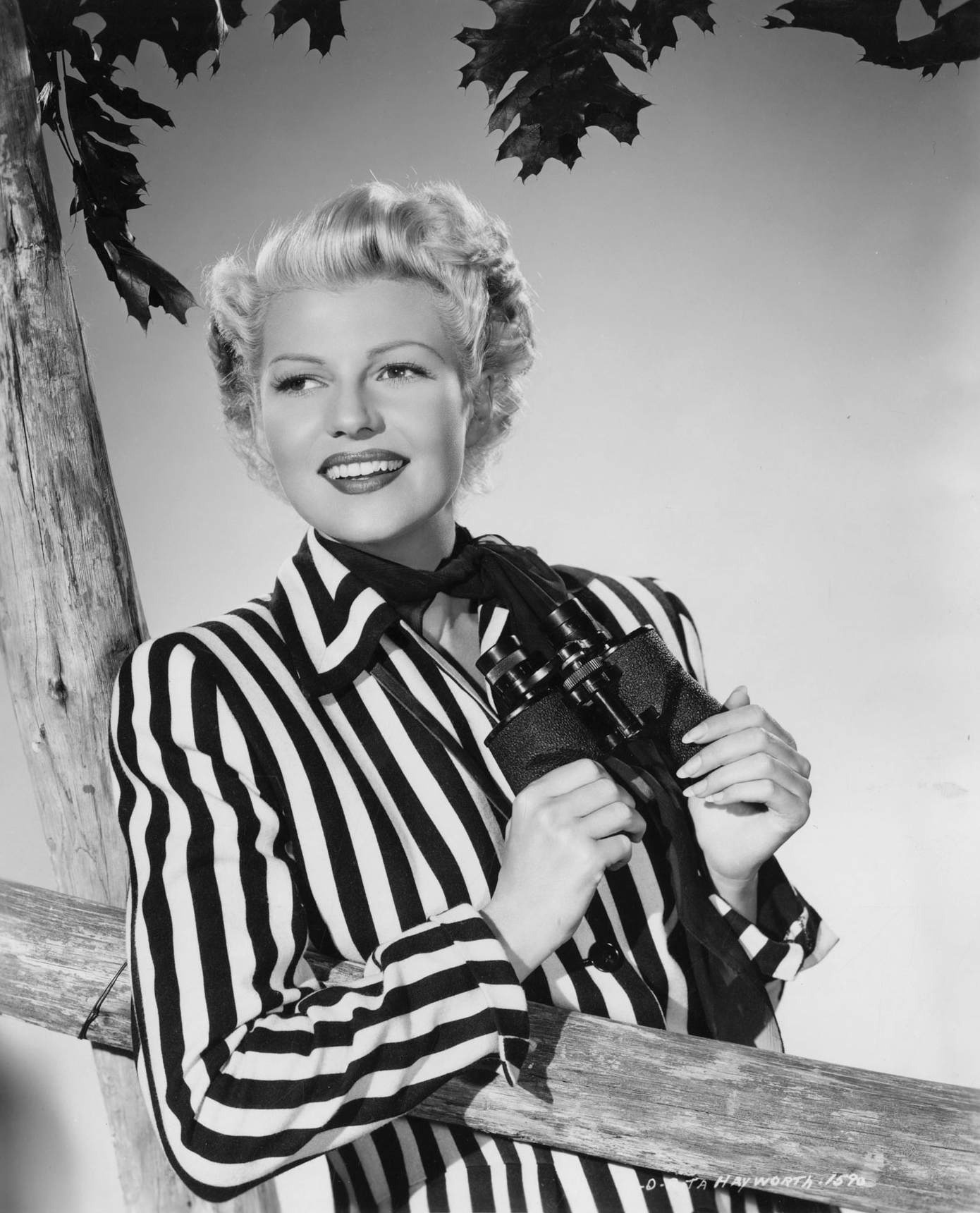
Rita Hayworthová ve filmu Dáma ze Šanghaje (1947)

Když byl film uveden do kin, Rita Hayworthová již zahájila s Orsonem Wellesem rozvodové řízení a brzy se vrhla na natáčení dalšího dramatu s Glennem Fordem: The Loves of Carmen (1948). Z filmu se však stal velký propadák a Glenn Ford svou roli dokonce označil za nejhorší ve své kariéře. Během natáčení si Hayworthová začala románek s pilotem a magnátem Howardem Hughesem, který skončil dokonce potratem a hned po dokončení filmu nakonec odcestovala lodí do Francie. Brzy po příjezdu však byla hospitalizována kvůli zdravotním komplikacím po potratu a nakonec musela podstoupit i kyretáž. Zpráva o její hospitalizaci se brzy rozšířila i po celé Americe, ale její důvod a románek s Hughesem se nikomu zjistit nepodařilo.
Poté, co byla z nemocnice propuštěna, ji její přítelkyně a publicistka Elsa Maxwellová informovala o Wellesově dalším natáčení v Itálii i o jeho nové milence. V té době ještě nebyli oficiálně rozvedeni a Rita Hayworthová se rozhodla, že se za ním vydá a pokusí se ho přemluvit, aby se s ní sešel. Orson Welles proti schůzce neměl žádné námitky a po jejich společně stráveném večeru Rita Hayworthová uvěřila, že se k ní její bývalý manžel opět vrací. Welles však následujícího dne odjel do Říma za svou milenkou.
Nedlouho poté ji Elsa Maxwellová pozvala na malou večeři do Cannes, kde ji seznámila s princem Alym Chánem (celým jménem Ali Salmán Ághá Chán). Aly Chán byl tehdy 37letý náboženský vůdce islámské sekty ismailitů, chovatel koní, pilot, automobilový závodník, ale také velký sukničkář, který Ritu Hayworthovou poprvé spatřil ve filmu Krev a písek. Po prvním osobním setkání se do ní ihned zamiloval, ale Hayworthovou tehdy nijak zvlášť neoslovil. Přesto se spolu začali častěji vídat a chodit na večeře, ale Hayworthová s ním nechtěla sdílet jeho divoký život. Navíc byl stále ženatý s matkou jeho dvou synů Joan Yarde-Bullerovou. Čím více času však společně strávili, tím více ji přitahoval, až mu nakonec zcela podlehla a brzy se k němu nastěhovala do jeho obrovské vily Château de l'Horizon s výhledem na Středozemní moře.
Aly Chán byl velmi společenský člověk a často pořádal velké večírky pro spousty lidí, což plachou Hayworthovou naprosto odrazovalo a zanedlouho začala přemýšlet o odchodu. Aly Chán ji však nehodlal ztratit, a proto ji vzal na dvoutýdenní výlet do Španělska a Portugalska, při kterém se setkala i se svým dědečkem Padre Cansinem, který jejich rodinnou taneční tradici založil. Tehdy se Aly Chán rozhodl, že se s ní ožení. Rita Hayworthová však měla zcela jiné představy a hned po příjezdu do Francie se vydala na cestu zpět do Kalifornie za svou dcerou a prací. Aly Chán se však rozhodl za ní přijet i do Ameriky, což upoutalo velkou pozornost tisku, která Hayworthovou nakonec přivedla opět k návratu do Evropy. Aly Chán se zde také definitivně rozvedl se svou manželkou Joan Yarde-Bullerovou a s Ritou Hayworthovou se brzy poté oženil ve městečku Vallauris na Francouzské Riviéře. Svatební obřad i hostina měly původně proběhnout v Alyho soukromé vile, ale dva dny před svatbou přišlo budoucím manželům oznámení, že vláda jejich soukromou svatbu neschválila a že obřad se bude muset konat na radnici.

### Třetí manželství a návrat do USA

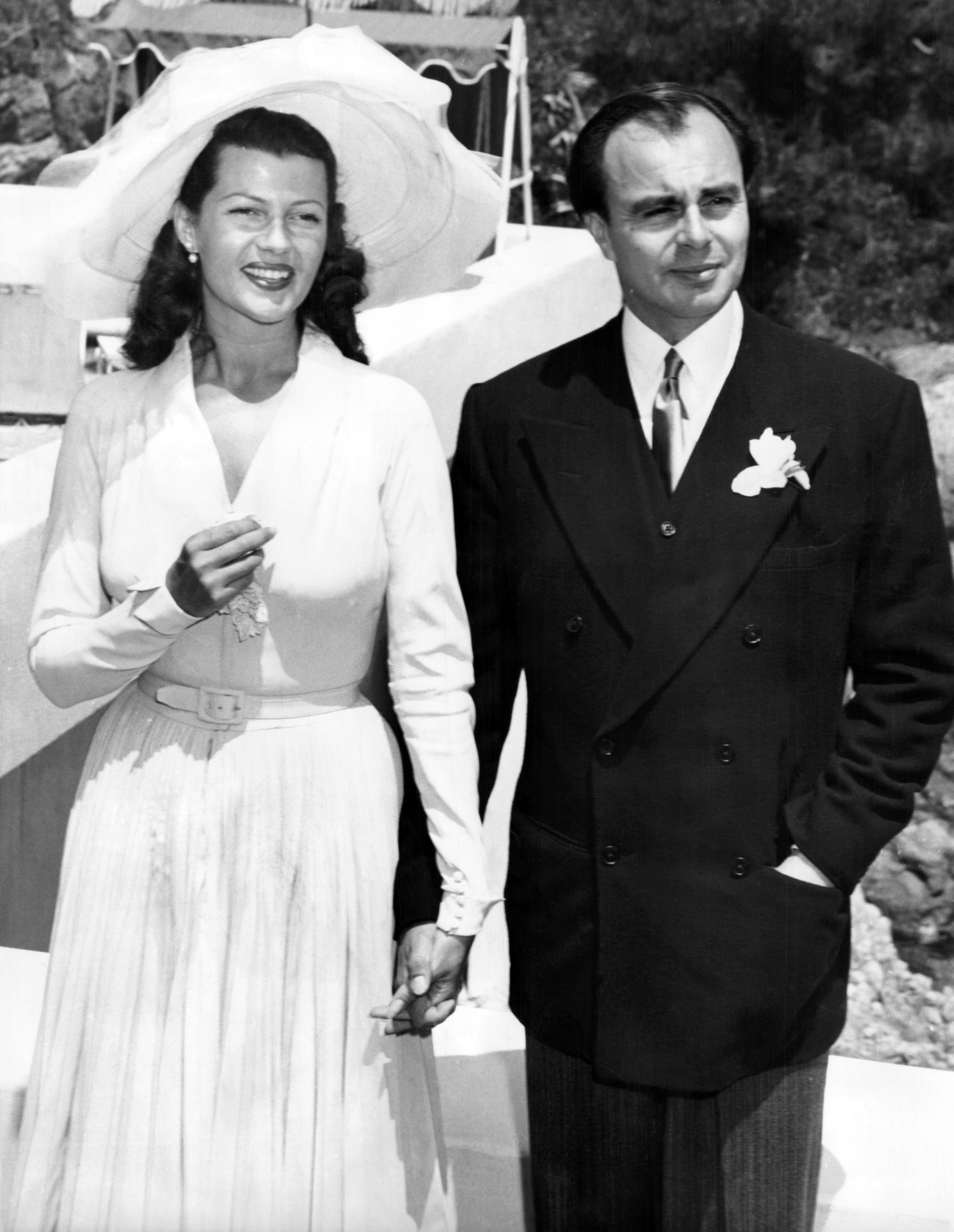
Rita Hayworthová se svým třetím manželem Aly Chánem v den svatby (1949)

Rita Hayworthová se potřetí vdala 27. května 1949 a v té době již byla také podruhé těhotná. S princem Aly Chánem doufala v lepší budoucnost pro své děti, neboť na rozdíl od Orsona Wellese měl Aly Chán děti rád, a i její dceru Rebeccu si oblíbil. Aly Chán však byl jejím přesným opakem. Zatímco Rita Hayworthová vždy toužila jen po soukromí a stačil jí pouze její manžel a děti, Aly Chán byl velmi společenský člověk, který ve své vile často pořádal nejrůznější setkání a večírky s mnoha přáteli, pro což však jeho manželka neměla pochopení a brzy začala opět uvažovat o svém odchodu. Mnohem více ji však sužovala neustálá přítomnost senzacechtivého tisku, který je pronásledoval všude na cestách i na každé akci. Brzy také zjistila, že je jí manžel nevěrný.
Po narození jejich dcery Yasmin (* 28. prosince 1949) se však opět usmířili a sblížili a společně strávili tři měsíce v jejich pronajatém domě ve švýcarském Gstaadu. Po přesunu zpět do Château de l'Horizon však Alyho další nevěra zapříčinila ještě častější a vyostřenější hádky a Rita Hayworthová začala opět uvažovat o návratu do Ameriky. S Alym Chánem nakonec podnikla ještě cestu do Egypta, Zanzibaru a Nairobi, odkud se však bez něj náhle rozhodla odjet zpět do Cannes za svými dětmi. Odtud s dcerami rychle nastoupila do vlaku do Paříže a z Le Havru odplula 25. března 1951 do New Yorku.
Rita Hayworthová byla po dvou letech zpět v Americe příjemně přijata a nebránila se návratu ke svému starému životu v Hollywoodu. Její návrat velmi potěšil Harryho Cohna, který jí hned nabídl několik filmových rolí. Aly Chán si však z jejího odchodu velké starosti nedělal a v novinách se začaly objevovat fotografie s jeho novou milenkou a další slavnou herečkou Joan Fontaine. Tehdy se Hayworthová rozhodla potřetí rozvést. Proti samotnému rozvodu neměl Aly Chán příliš námitek, ale jeho pozornost se začala soustředit hlavně na jeho dceru Yasmin, na jejíž muslimské výchově trval hlavně jeho velmi vlivný otec Ághá Chán III. Tímto rozpoutal dlouhý soudní spor, během něhož Hayworthová obdržela dokonce i několik výhružných dopisů o  možnosti Yasminina únosu, což do případu nakonec zatáhlo i FBI. Po odmítnutí nedokončeného scénáře k filmu Affair in Trinidad ji navíc Harry Cohn suspendoval.

### Soudní spory a Dick Haymes

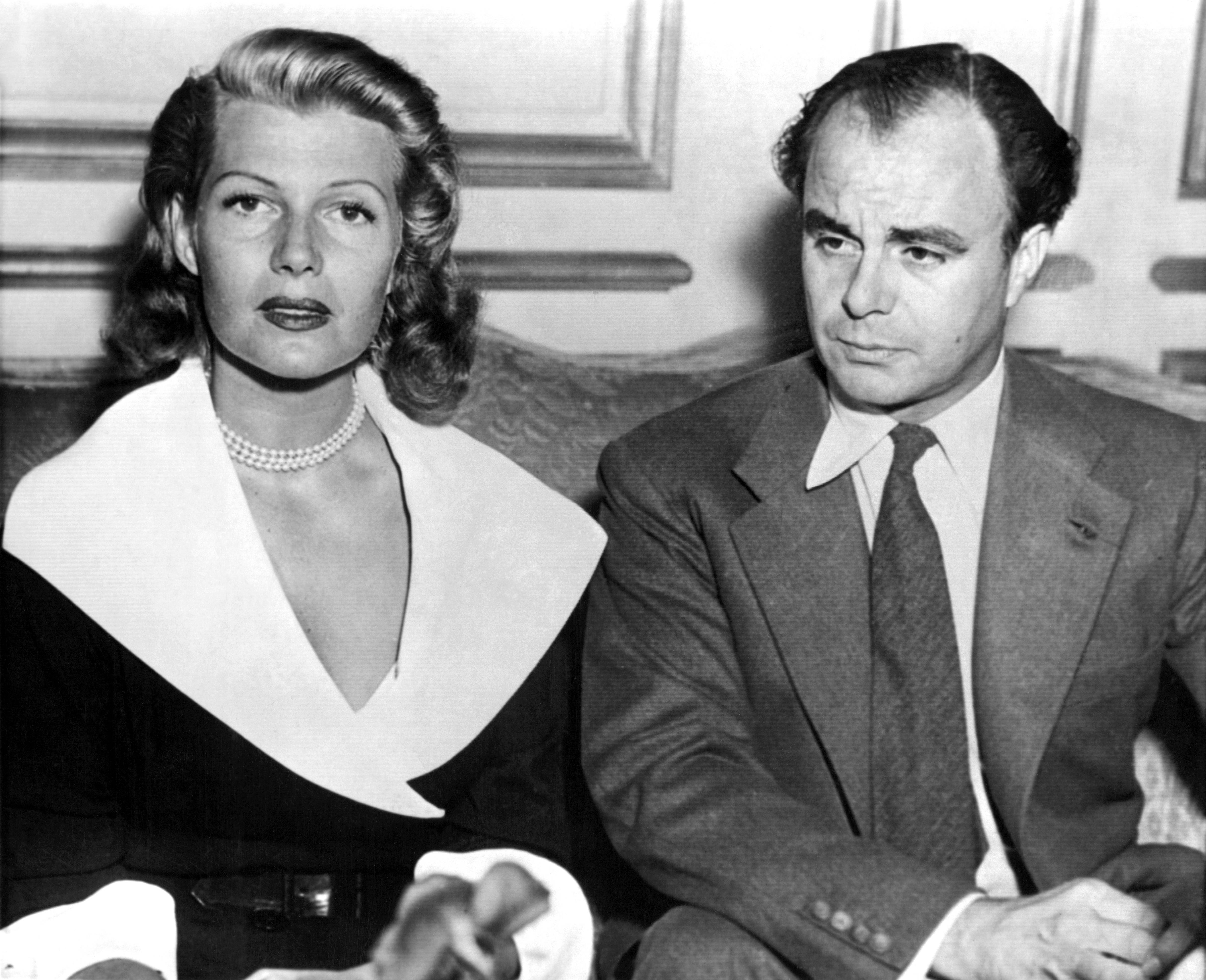
Rita Hayworthová a Aly Chán v roce 1952

Soudní spor o Yasmin však nakonec dopadl vyjednáním Alyho návštěvy Los Angeles, což Agu Chána značně uklidnilo. Rita Hayworthová se však usmířit nehodlala, neboť jeho návštěvě předcházel další vysoce medializovaný románek jejího manžela s herečkou Yvonne De Carlo. Oba je nakonec sblížily okolnosti, které nadcházely rychlému převezení Yasmin do nemocnice poté, co Hayworthová s chůvou nalezly vedle její postele prázdnou krabičku s prášky na spaní. Lékaři je však po menším zákroku ujistili, že jich Yasmin spolkla jen pár a rozhodně není v ohrožení života. Aly Chán s Ritou Hayworthovou se nakonec dohodli, že po dokončení snímku Salome (1953) ho Rita opět navštíví ve Francii. Jejich setkání však Aly Chán opět pouze zinscenoval pro tisk, aby uspokojil svého otce. Chánovi už na Hayworthové téměř nezáleželo a raději se začal dvořit další hollywoodské hvězdě Gene Tierneyové. Žádné usmíření proto neproběhlo a Rita Hayworthová byla odhodlaná pokračovat v rozvodu.
Obnovení soudního řízení ji však uvedlo do další emocionální krize, kterou se pokusila zažehnat se svým novým přítelem a zadluženým hercem a zpěvákem Dickem Haymesem. Dick Haymes pocházel z Argentiny a v 50. letech jeho herecká a pěvecká kariéra rychle klesala. V Hollywoodu se mu přezdívalo „Pan Zlý“ (Mr. Evil). Když se s ním Hayworthová seznámila, byl již potřetí ženat, s herečkou Norou Eddingtonovou (Rita Hayworthová ji znala z natáčení Dámy ze Šanghaje jako tehdejší manželku Errola Flynna) a kromě tří dětí měl také velké dluhy od neplacení alimentů až po daňové úniky.
Přestože ji většina přátel před Dickem Haymesem varovala, Rita Hayworthová se do něj postupně zamilovala, jelikož se oba nacházeli v podobné situaci. Jejich vztah nejvíce upevnily dva týdny strávené na Havaji, kam se přesunulo natáčení filmu Slečna Sadie Thompsonová, od čehož si Harry Cohn sliboval, že jejich začínající vztah zničí. Hned po příjezdu do Spojených států však začal mít Dick Haymes problémy s imigračním úřadem, jelikož v roce 1944 vyplnil formulář, který ho jako cizince osvobozoval od vojenské služby a mohl být nyní vyloučen a deportován ze Spojených států zpět do jeho rodné Argentiny.

### Čtvrté manželství

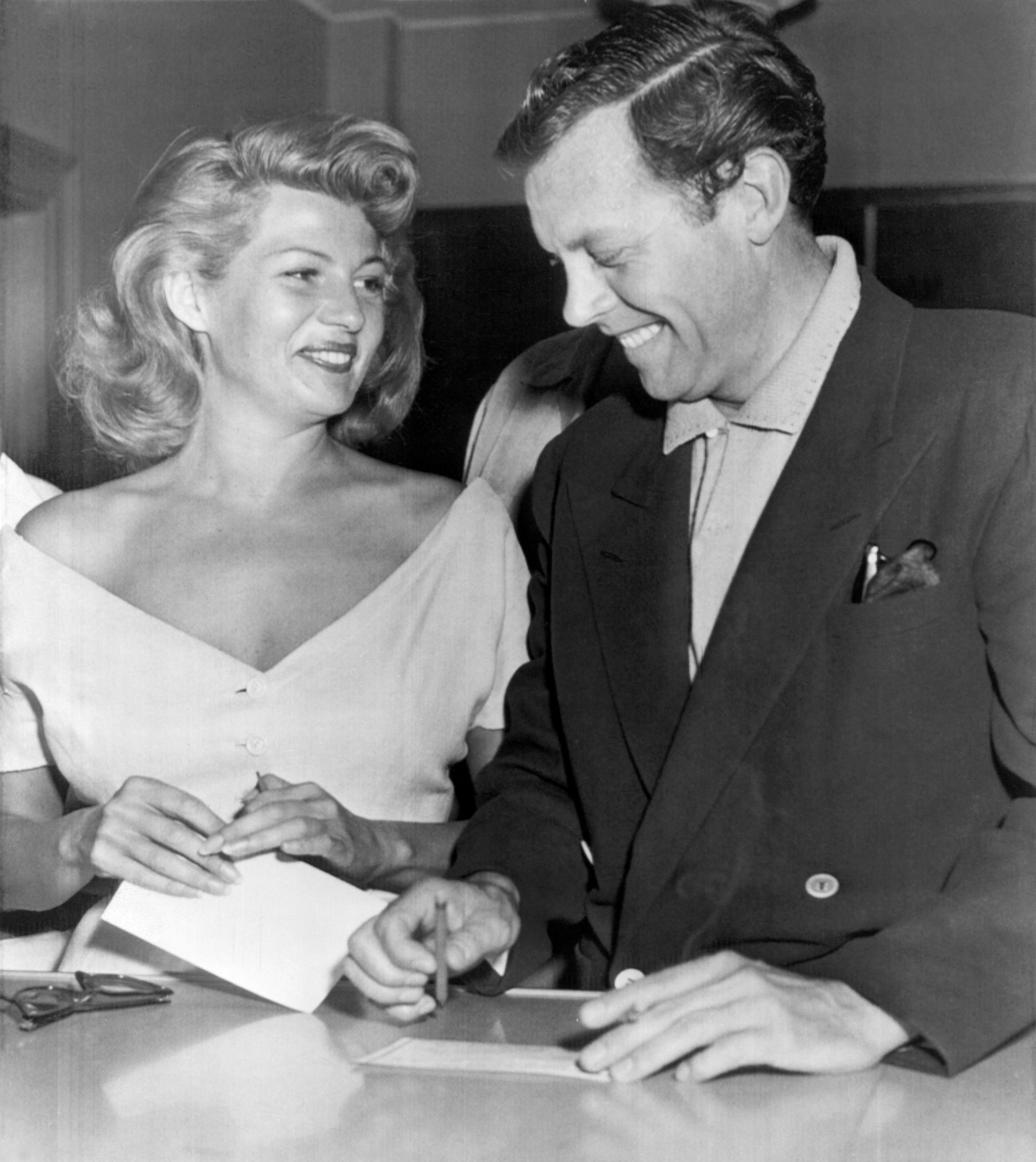
Rita Hayworthová se svým čtvrtým manželem Dickem Haymesem

Hrozba Haymesovy deportace ho s Hayworthovou ještě více sblížila, ale z jejich krátkého a bouřlivého manželství, které uzavřeli 24. září 1953, se více méně stal jeden velký soudní proces zabývající se onou deportací a obrovskými dluhy, který dále okořenil znovuotevřený spor s Alym a Ághou Chánem o její dceru Yasmin. Hayworthová opět dostala několik anonymních dopisů, ve kterých však nyní stály i výhrůžky smrtí, což do případu opět vtáhlo FBI. Haymes se svou manželku také opět pokusil využít jako zdroj peněz (přestože několikrát prohlásil, že je Rita Hayworthová jeho největší láskou v životě) a její publicitu k rozjezdu své kariéry. Jejich manželství tak opět postihly časté hádky i fyzické násilí a brzy se začalo rozpadat.
Krátce po jejich rozchodu Hayworthová vyjednala další schůzku s Alym Chánem, který ji a její dceru Yasmin navštívil v Paříži. Na druhý den se Yasmin setkala i se svým nemocným dědečkem Ághou, který během táhlého soudního sporu přestával doufat, že ji ještě někdy uvidí. Dne 13. prosince 1955 se Rita Hayworthová oficiálně rozvedla s Dickem Haymesem a se svým novým milencem, egyptským producentem Raymondem Hakimem, odplula z Francie zpět do Ameriky. Dne 15. května 1956 připlula Hayworthová opět do New Yorku a na základě smlouvy s Columbií, kterou podepsala 13. dubna, začala natáčet své poslední dva filmy pro Culumbii.

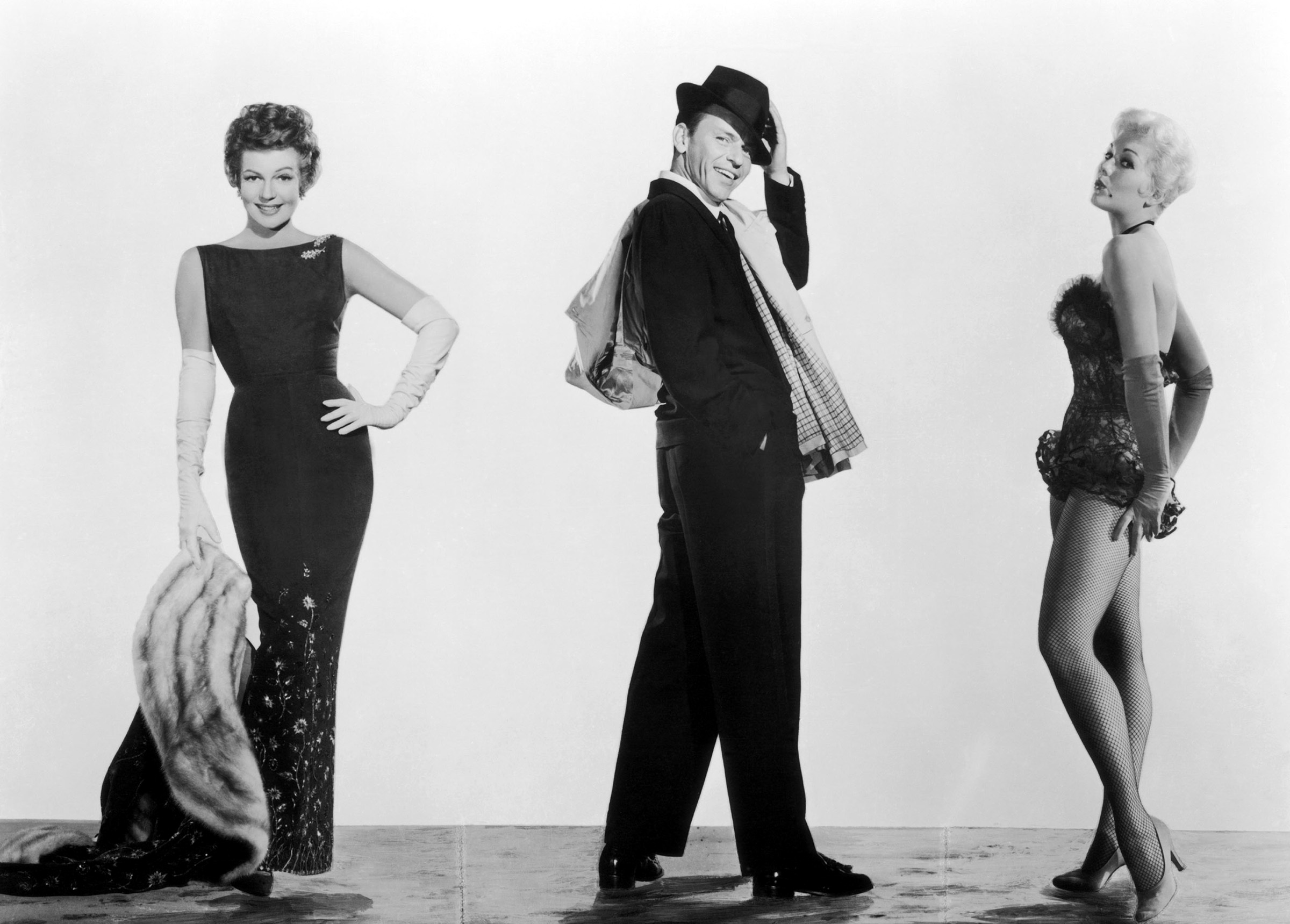
Propagační fotografie k filmu Přítel Joey (1957), zleva: Rita Hayworthová, Frank Sinatra a Kim Novak

Snímky Fire Down Below a Přítel Joey (oba 1957) se tak rozloučila se studiem Columbia Pictures a také s jeho arogantním šéfem Harrym Cohnem. Jeho poslední pokus ztrapnit ji, mu také nevyšel, a během natáčení Přítele Joeyho mezi Hayworthovou a novou potenciální hvězdou studia Kim Novak k žádné rivalitě nedošlo. Tehdy se začaly na Hayworthové projevovat první, větší známky stárnutí, které umocňoval velký stres z jejího posledního manželství s Haymesem.

### Páté manželství

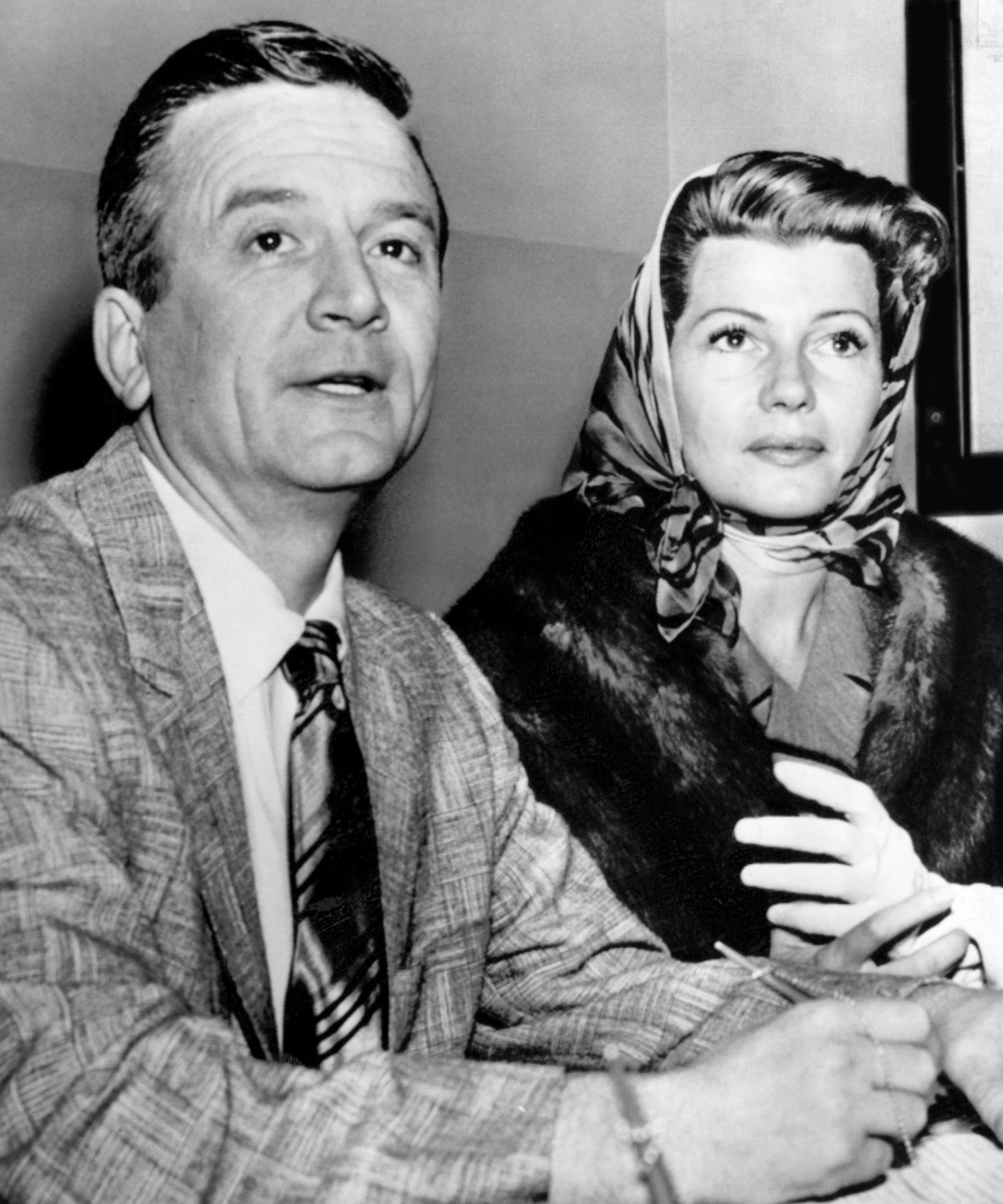
Rita Hayworthová se svým pátým manželem Jamesem Hillem, 1958

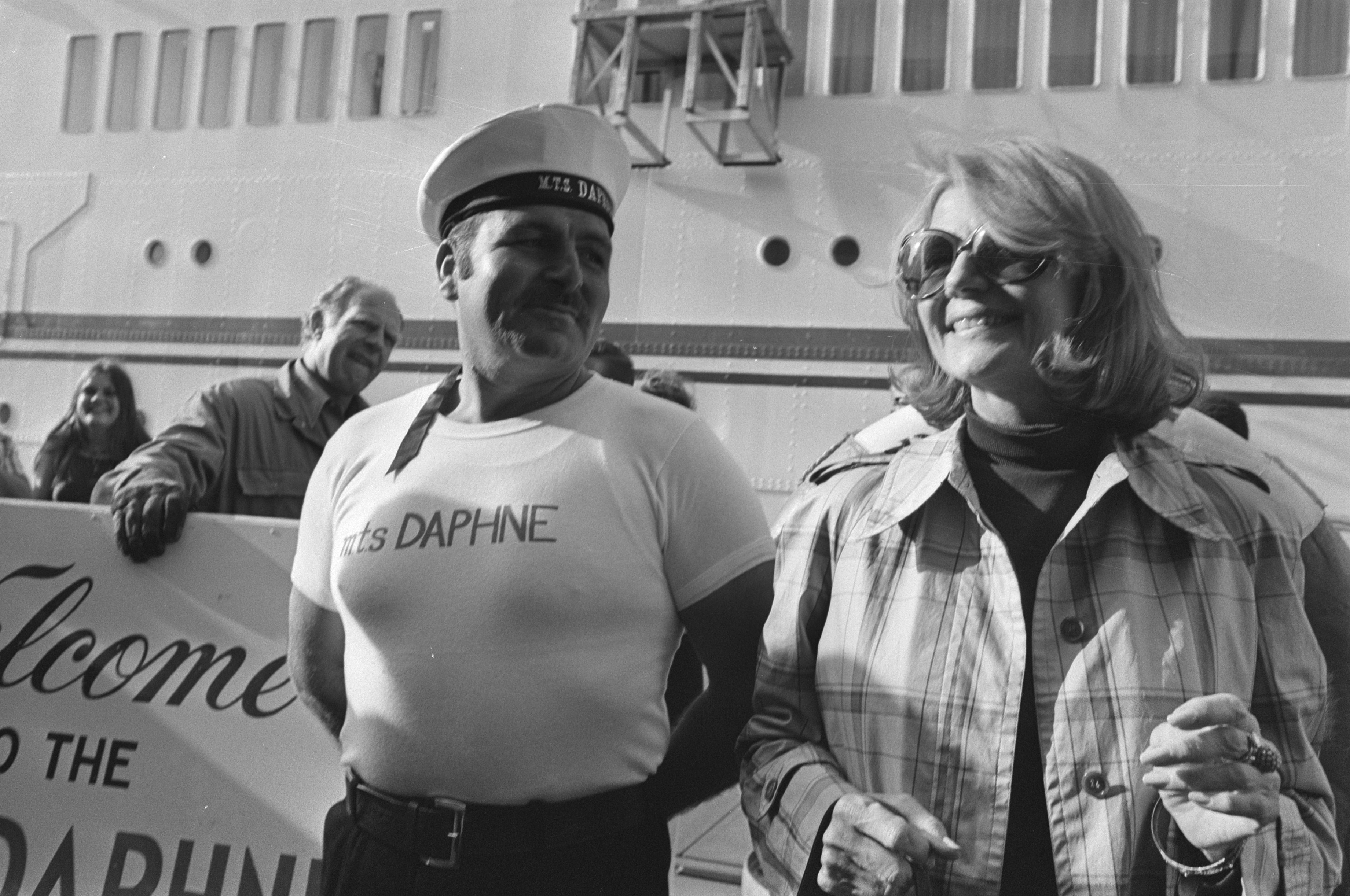
Rita Hayworthová v Amsterdamu v roce 1976

Po opuštění studia Columbia Pictures, které ji zaměstnávalo téměř po 20 let, doufala, že s filmováním skončila. Brzy však potkala producenta a scenáristu Jamese Hilla, který se rozhodl, že ji opět představí veřejnosti jako herečku. S Jamesem Hillem si brzy začala další románek, a nakonec se spontánně 2. února 1958 vzali. Po svatbě se rozhodli koupit si dům v Beverly Hills, ale kvůli nedostatku peněz Hayworthová nakonec souhlasila, že natočí další snímek. Dobrodružným dramatem Přišli do Cordury (1959) však její kariéra stále neskončila. Její manžel na ni neustále naléhal, aby svou kariéru stále ještě neukončovala a dál natáčela, což nakonec vedlo k dalším sporům a jejich manželství opět postihly časté hádky, fyzické násilí i alkohol, které jej doprovázely až do jejich rozvodu v roce 1961.
Krátce před uzavřením jejího posledního manželství zemřel její bývalý tchán Ághá Chán a během něj zemřel po vážné autonehodě ve věku 48 let také Aly Chán. V době po jejím rozvodu s Jamesem Hillem se u ní začaly projevovat první příznaky jejího onemocnění Alzheimerovou chorobou. Ta byla však tehdy považována za velmi vzácnou a byla téměř neznámá, proto Ritiny čím dál častější náhlé změny nálad, výbuchy vzteku a zapomětlivost byly připisovány nadměrné konzumaci alkoholu. Její onemocnění se však začalo brzy projevovat také v profesním životě, když ji její další přítel a herec Gary Merrill (bývalý manžel hollywoodské hvězdy Bette Davisové) obsadil po svém boku do broadwayské hry Step or Crack. Na jevišti byla neustále velmi rozrušená a kvůli neschopnosti zapamatovat si scénář ze hry brzy vypadla. Brzy si však nedokázala zapamatovat ani podstatně jednodušší filmové scénáře a filmy jako Circus World (1964) a Dolarová past (1965) pro ni byly velmi obtížné. Neustále ji však většina lidí okřikovala, aby přestala pít, kvůli čemuž také přestala chodit k lékařům, kteří ji na její zhoršující se paměť říkali to samé.

### Ukončení herecké kariéry
Nadále se však objevovala v dalších filmech, ale natáčení westernu The Wrath of God (1972) pro ni již bylo téměř nemožné. Každý dialog jí museli těsně před záběrem zopakovat a podle režiséra Ralpha Nelsona se s ní už ani nedalo souvisle bavit o jediném tématu. Postupem času dostávala také čím dál více fobií od uzavřených prostor až po samotnou jízdu autem a začaly se u ní projevovat i silné záchvaty úzkosti. Ani když už skoro nemohla sejít schody, stále si všichni mysleli, že za jejím chováním stojí pouze alkohol. Brzy však už nedokázala identifikovat ani své blízké přátele, jako byla herečka Ann Milerová nebo tanečník Hermes Pan, kteří se o ni tehdy často starali. V roce 1976 znovu zaplnily titulní strany bulvárních novin fotografie, na kterých zmatená a rozcuchaná Hayworthová vystupuje z letadla na londýnském letišti Heathrow. Rita Hayworthová si však nic z této události nepamatovala a krátce poté dokonce účinkovala v několika epizodách talk show Russella Hartyho. Nadále cestovala po celém světě, ale po příjezdu do Ameriky byla její schopnost postarat se o sebe oficiálně zpochybněna a po lékařském vyšetření jí byl přidělen opatrovník James E. Heim, který měl za úkol dočasně zastupoval její osobu i majetek. Její paměť se nadále zhoršovala a brzy skoro nedokázala poznat ani svou dlouholetou přítelkyni Roz Rogersovou, a dokonce ani svého bývalého manžela Orsona Wellese.

### Poslední roky
Až v roce 1980 po několika konzultacích s lékaři, bylo její dceři Yasmin, která se o ni v poslední době často starala, řečeno, že příčinou jejího chování pravděpodobně není alkoholismus, ale tehdy velmi málo známá a nevyléčitelná nemoc postihující mozek známa jako Alzheimerova choroba. Dne 23. července 1981 byla její dcera Yasmin oficiálně jmenována její opatrovnicí (hned poté, co se Hayworthová přestěhovala z Beverly Hills do New Yorku). Yasmin A. Chánová kvůli své matce odložila své plány na pěveckou kariéru a starala se o ni ještě dalších sedm let.

Rita Hayworthová zemřela 14. května 1987 ve věku 68 let ve svém bytě na Manhattanu.
| „                                                 | Rita Hayworthová byla jednou z nejoblíbenějších hvězd naší země. Okouzlující a talentovaná. Poskytla nám mnoho úžasných okamžiků na jevišti i na plátně a diváky těšila už od dob, kdy byla malá dívka. Nancy a já jsme zarmouceni Ritinou smrtí. Byla to přítelkyně, která nám bude chybět. | “ |
| — tehdejší prezident a bývalý herec Ronald Reagan | |   |

## Odkaz

### Pokračování vboji sAlzheimerovou chorobou

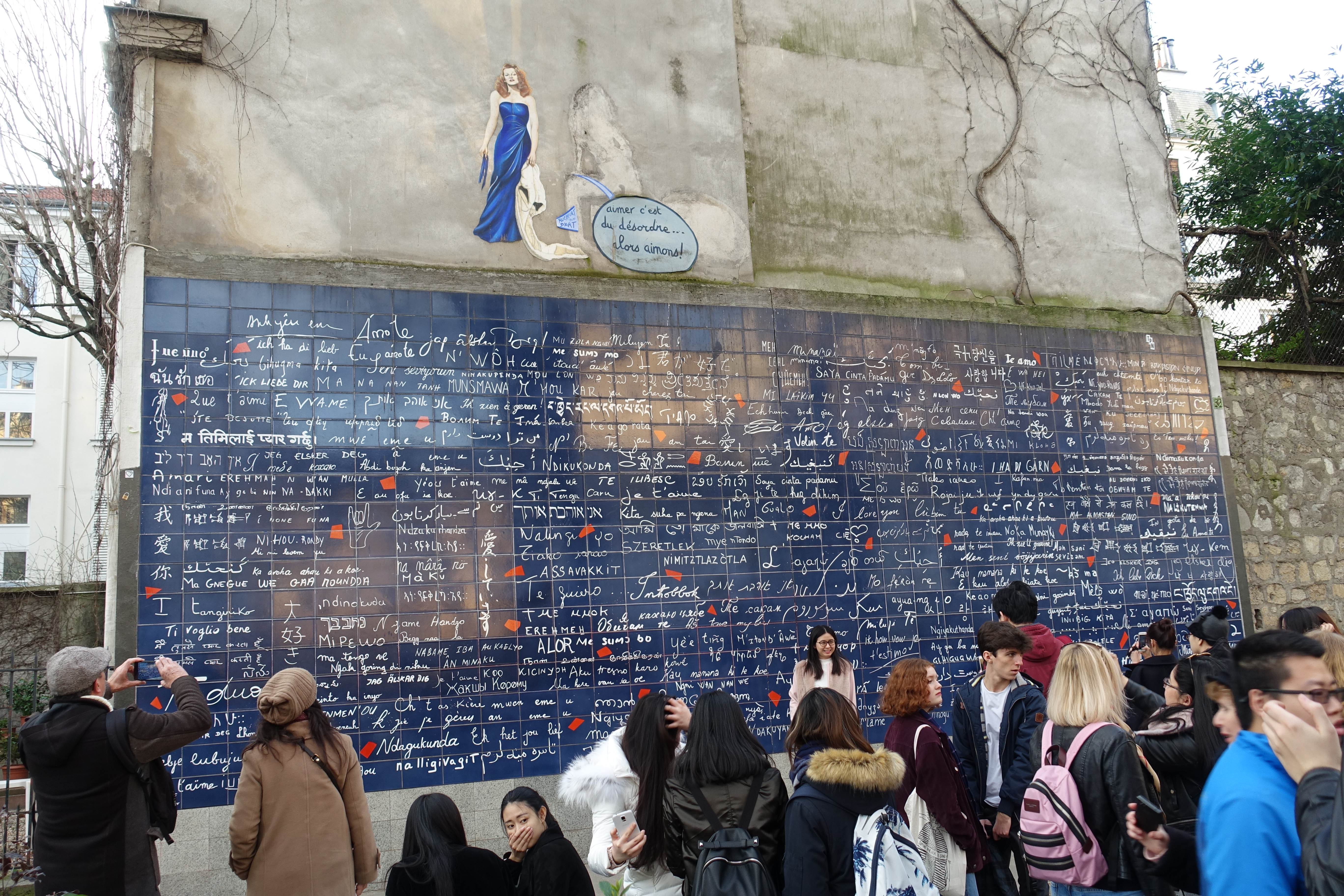
Rita Hayworthová jako Gilda nad zdí Miluji tě v pařížské čtvrti Montmartre

Nedlouho poté, co Yasmin Á. Chánová uveřejnila zprávu o matčiném onemocnění tehdy málo známou Alzheimerovou chorobou, ji oslovila nezisková zdravotní organizace Alzheimerova asociace (Alzheimer's Disease and Related Disorders Association Inc.) založená v roce 1979, aby se k ní připojila a veřejně proti nemoci vystoupila. Později využila svého vlivu a známostí a oslovila i samotného prezidenta Ronalda Reagana. Reagan se nakonec rozhodl členy asociace pozvat na oficiální návštěvu do Bílého domu, kterou později každoročně zopakoval až do konce svého funkčního období. Yasmin Á. Chánové se nakonec podařilo tuto nemoc dostat do povědomí spousty lidí a v neposlední řadě hrála hlavní roli ve vývoji Alzheimerovy asociace. Rita Hayworthová se tak stala i po smrti první veřejnou tváří boje proti Alzheimerově chorobě. Spolu s bývalým hercem a prezidentem Ronaldem Reaganem, kterému byla též diagnostikována Alzheimerova choroba, se jim jejich vlivem podařilo nadaci a federální výzkum podpořit stovkami miliony dolarů.
Na počest Rity Hayworthové se v Chicagu, kde asociace sídlí, každý rok koná benefiční galavečer, který založila její dcera v roce 1984. V rámci něj k roku 2021 vybrala dokonce přes 80 000 dolarů.

### Odkaz vliteratuře
Kromě několika biografií Rita Hayworthová pronikla i do ostatních literárních žánrů. V roce 1968 vydal argentinský spisovatel Manuel Puig svůj první román La traición de Rita Hayworth (Zrazen Ritou Hayworthovou), ve kterém Puig odkazuje na její roli Doñi Sol z filmu Krev a písek. Dalším významným literárním dílem se stala povídka amerického spisovatele Stephena Kinga s názvem „Rita Hayworth and Shawshank Redemption“ („Rita Hayworthová a vykoupení z věznice Shawshank“), která později posloužila jako předloha k velmi úspěšnému filmu Vykoupení z věznice Shawshank z roku 1994.

### Odkaz vhudbě
Rita Hayworthová se několikrát objevuje v hudebních skladbách a u některých se stala dokonce samotným námětem. Hayworthová se stala například hlavním tématem písně „Take, Take, Take“ kapely The White Stripers a je také zmíněna na jejich další skladbě „White Moon“ z téhož alba Get Behind Me Satan. I britský zpěvák Billy Idol jí věnoval titulní skladbu na albu EP albu The Roadside z roku 2021. Rita Hayworthová se dále objevuje v písni „Vogue“ od Madonny a její jméno je také zmíněno v písni „Invitation to the Blues“ amerického hudebníka Toma Waitse.
Hayworthová vystupuje i v předělávce videoklipu ke skladbě „Smooth Criminal“ od Michaela Jacksona z roku 2009.

### Odkaz ve filmu a televizi
Na Ritu Hayworthovou se ve filmech začaly objevovat narážky již během jejích nejslavnějších let a prvním významným filmem, který odkazoval na její život se stalo romantické drama Bosonohá komtesa s Avou Gardner a Humphreym Bogartem v hlavních rolích. Role však byla původně nabídnuta přímo Hayworthové, ale ta ji odmítla. O Hayworthové byl v roce 1983 také natočen snímek Rita Hayworth: The Love Goddess, který se dějem věnuje celé její kariéře až do poloviny 50. let. Ve filmu ji ztvárnila Lynda Carterová. Další scéna jí je věnována ve filmu Vykoupení z věznice Shawshank (1994), kde je ve věznici promítán film Gilda a hlavního hrdinu, v podání Tima Robbinse, provází její pin-up portrét v první třetině filmu (poté ji nahradí portrét Marilyn Monroe a nakonec portrét Raquel Welchové).
Dále je odkazována například ve filmech Kmotr (1972), Muholland Drive (2001), Notting Hill (1999) nebo 8 žen (2002).

### Dokumentární filmy o Ritě Hayworthové
- Champagne Safari, americký amatérský dokumentární film sestříhaný se záběrů z cesty do Afriky, z roku 1952, režie: Jackson Leighter, 60 min. (anglicky)
- Hollywood and the Stars: The Odyssey of Rita Hayworth, americký dokumentární film ze série Hollywood and the Stars z roku 1964, režie: Al Ramrus, 23 min. (anglicky)
- Rita Hayworth: Dancing Into the Dream, americký dokumentární TV film z roku 1990, režie: Arthur Barron, 60 min. (anglicky)
- Rita Hayworthová, francouzský dokumentární TV film z roku 2014, originální název: Rita Hayworth, et l'homme créa la déesse, režie: Arnaud Xainte, 52 min. (francouzsky, český dabing)

## Ocenění
Zlatý glóbus (Golden Globe Award)

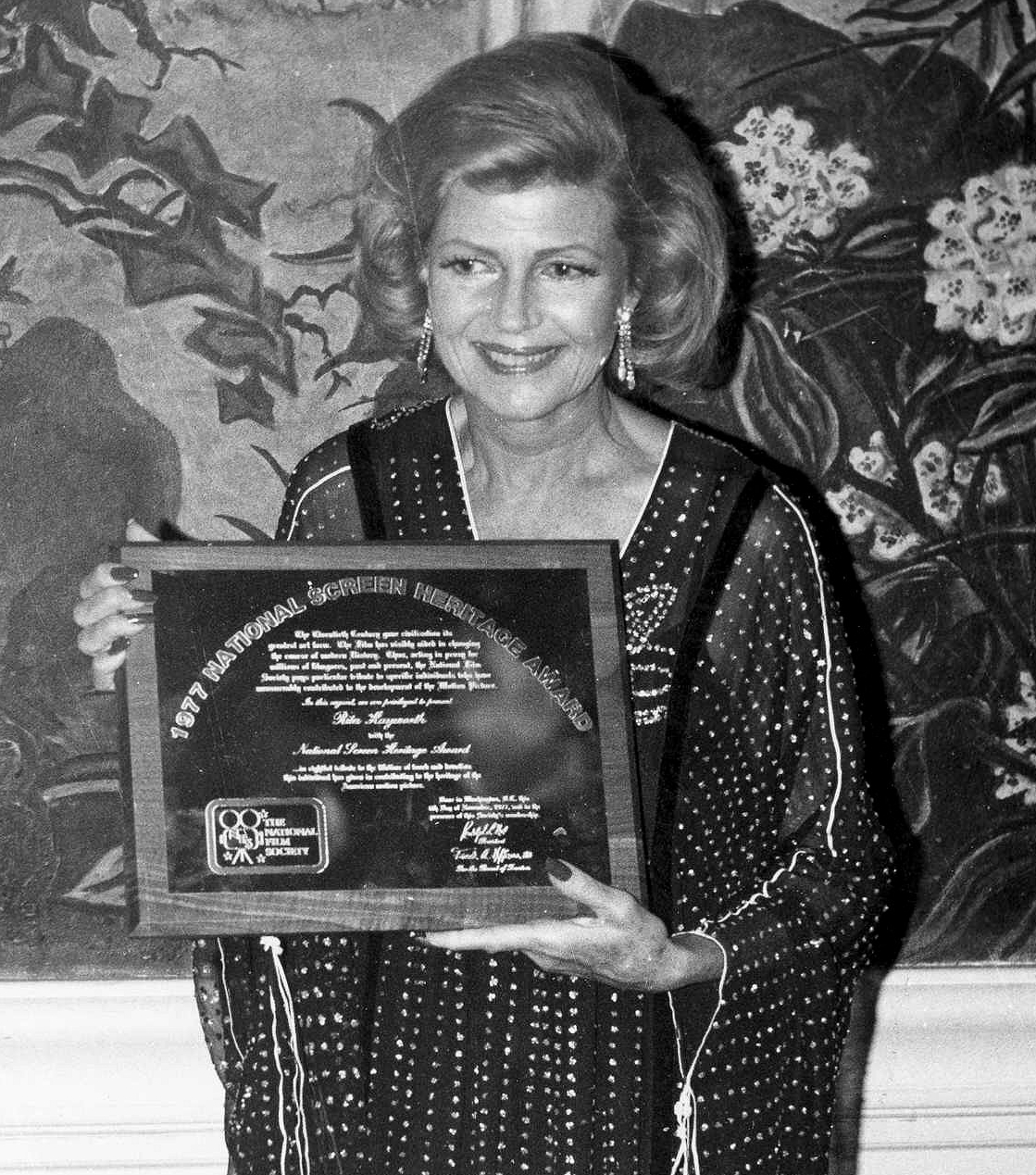
Rita Hayworthová při předávání inaugurační ceny National Screen Heritage Award od národního filmového institutu (1977)

- 1965 – Nejlepší herečka v dramatu (Nominace za film Circus World)

Laurel Awards
- 1954 – Nejlepší herečka v dramatu (Nominace za film Slečna Sadie Thomponová)

Photoplay Awards
- 1942 – Nejlepší účinkující měsíce (Výhra společně s Victorem Maturem za film Moje dívka Sally)

Hvězda na Hollywoodském chodníku slávy (Walk of Fame)
- 8. února 1960 – 1645 Vine Street (Los Angeles)

Zlaté jablko (Golden Apple Award)
- 1948 – Nejméně spolupracující herečka (Výhra)
- 1952 – Nejméně spolupracující herečka (Výhra)

#### Další umělecké ceny
- V roce 1977 obdržela cenu National Screen Heritage Award za celoživotní dílo.[219][220]
- V roce 1977 obdržela cenu Miss Wonderful za přínos zábavnímu průmyslu a charitám.[221]
- V roce 1978 obdržela cenu Rudolpha Valentina (The Rudolph Valentino Award).[222][220]
- V roce 2009 byla Americkým filmovým institutem posmrtně uznána jako jedna z 25 nejvýznamnějších hereček všech dob.[223][224]

## Filmografie

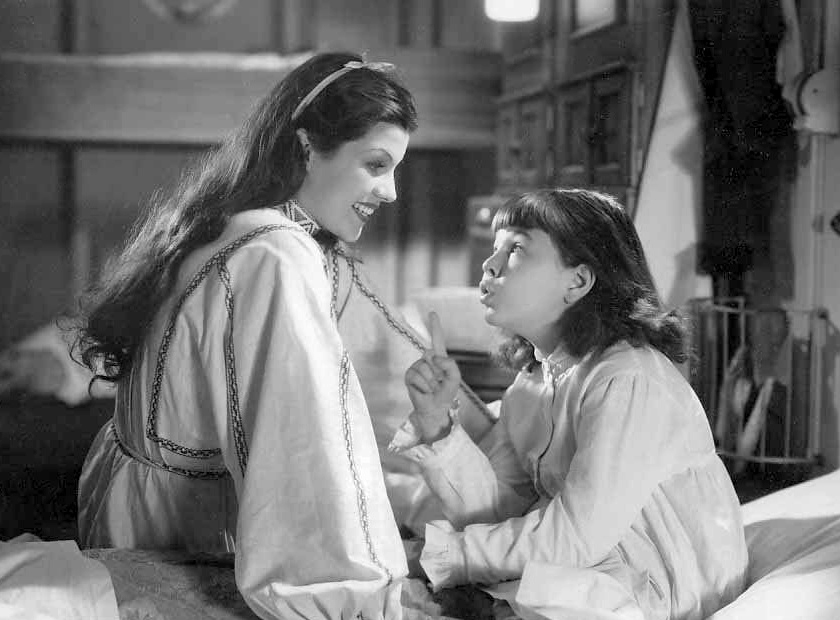
Jako Tamara Petrovičová s Jane Withersovou ve filmu Paddy O'Day (1936)

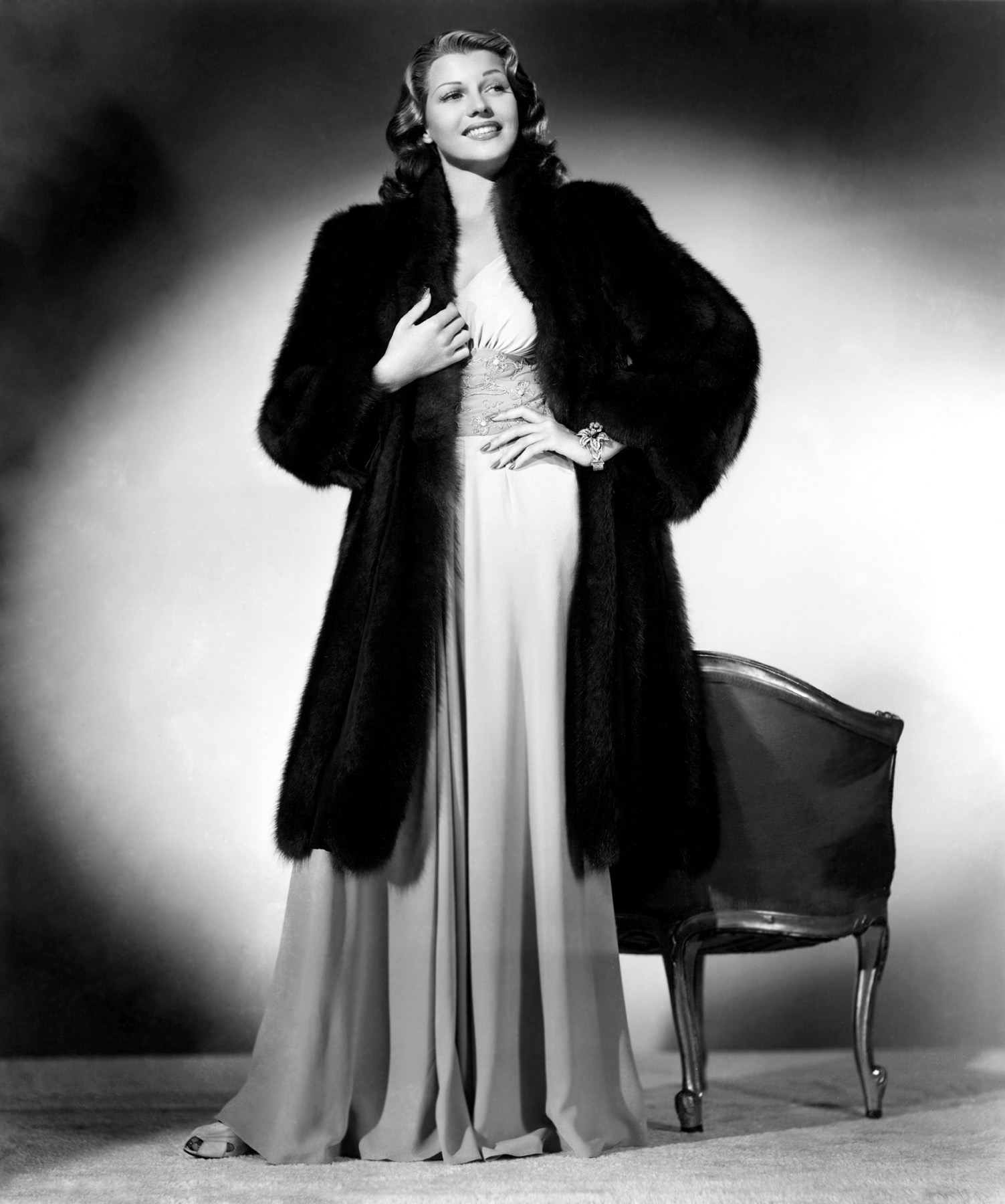
Jako Nina Barona ve filmu Angels Over Broadway (1940)

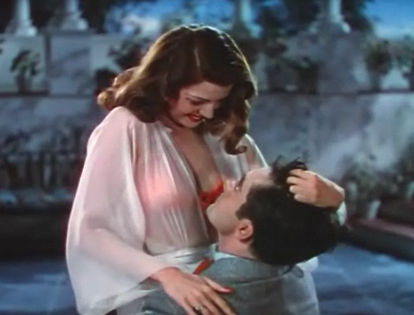
S Tyrone Powerem jako Doña Sol ve filmu Krev a písek (1941)

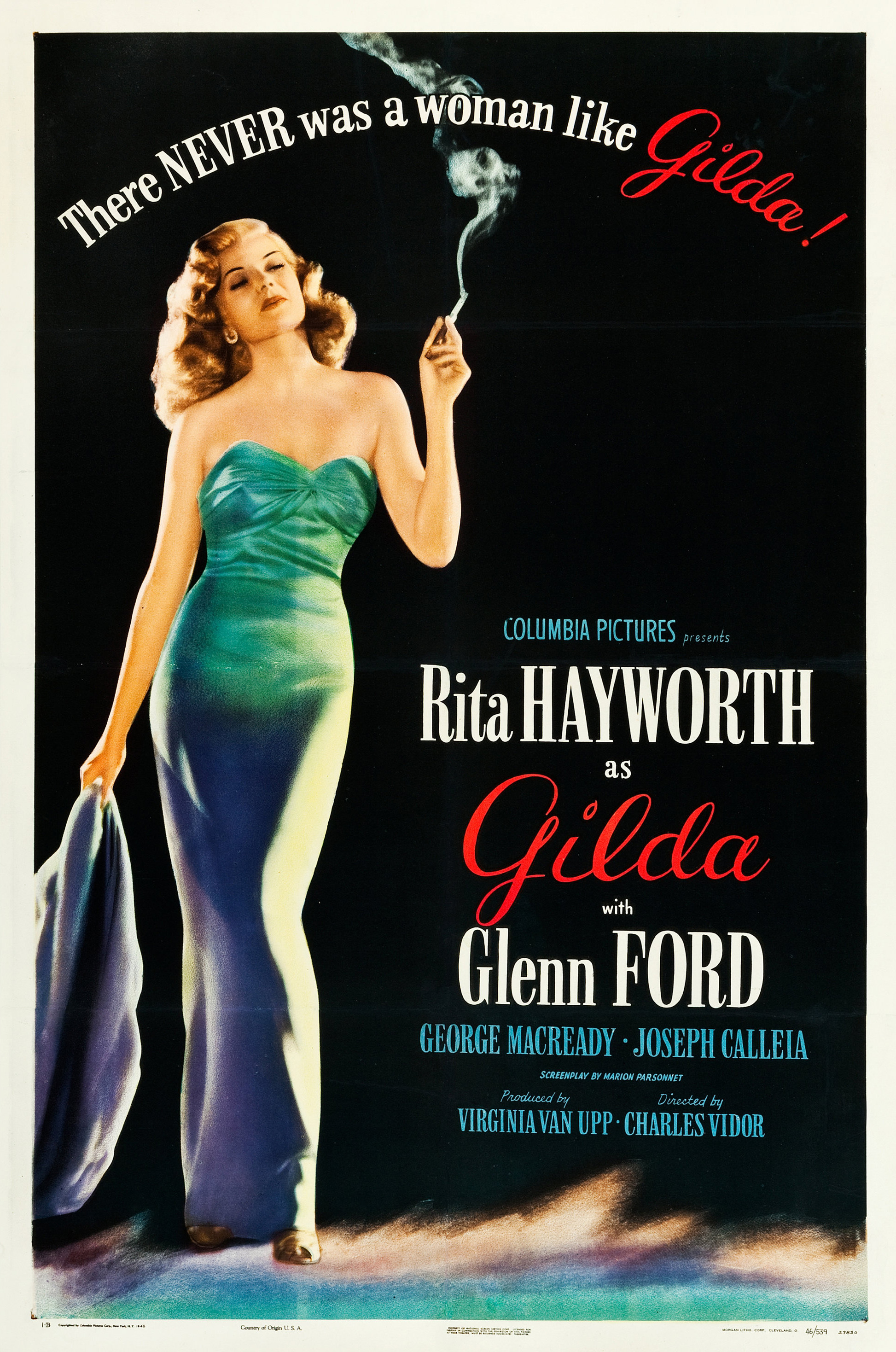
Jako Gilda na plakátu ke stejnojmennému filmu (1946)

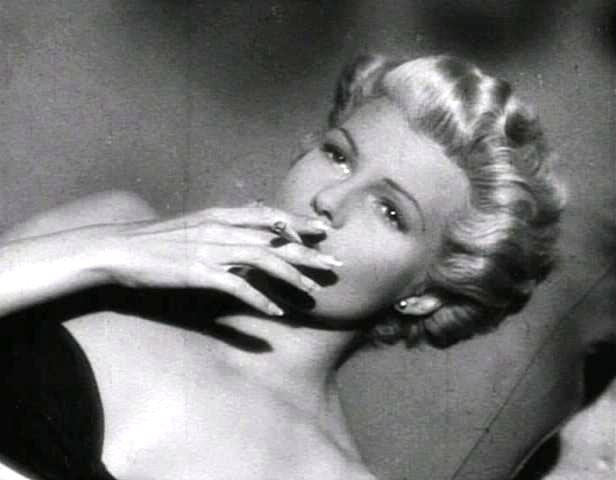
Jako Elsa Bannisterová ve filmu Dáma ze Šanghaje (1947)

Kompletní filmografie Rity Hayworthové:

### Filmy
Nepřipsané role
- 1926 La Fiesta (krátkometrážní muzikál)
- 1934 Cruz Diablo (mexický dobrodružný film, režie Fernando de Fuentes)
- 1935 Piernas de seda (romantická komedie, režie John Boland, Enrique de Rosas a Miguel de Zárraga)
- 1935 Hi, Gaucho! (komediální muzikálové drama, režie Thomas Atkins)
- 1935 Professional Soldier (dobrodružné drama, režie Tay Garnett)
- 1937 Life Begins with Love (romantické drama, režie Ray McCarey)

Jako Rita Cansino
- 1935 Under the Pampas Moon (hudební western, režie James Tinling)
- 1935 Charlie Chan v Egyptě (mysteriózní krimi komedie, režie Louis King)
- 1935 Dantovo peklo (drama, režie Harry Lachman)
- 1936 Paddy O'Day (muzikálové drama, režie Lewis Seiler)
- 1936 Human Cargo (akční krimi komedie, režie Allan Dwan)
- 1936 Dancing Pirate (dobrodružný muzikál, režie Lloyd Corrigan)
- 1936 Meet Nero Wolfe (mysteriózní film, režie Herbert J. Biberman)
- 1936 Rebellion (western, režie Lynn Shores)
- 1937 Old Louisiana (historicko romantický western, režie Irvin Willat)
- 1937 Hit the Saddle (western, režie Mack V. Wright)
- 1937 Trouble in Texas (komediální western, režie Robert N. Bradbury)

Jako Rita Hayworthová
- 1937 Criminals of the Air (akční, romantické drama, režie Charles C. Coleman)
- 1937 Girls Can Play (sportovní drama, režie Lambert Hillyer)
- 1937 The Game That Kills (mysteriózní film, režie D. Ross Lederman)
- 1937 Paid to Dance (drama, režie Charles C. Coleman)
- 1937 The Shadow (mysteriózní film, režie Charles C. Coleman)
- 1937 Who Killed Gail Preston? (mysteriózní film, režie Leon Barsha)
- 1938 Special Inspector (drama, režie Leon Barsha)
- 1938 There's Always a Woman (mysteriózní komedie, režie Alexander Hall)
- 1938 Convicted (mysteriózní film, režie Leon Barsha)
- 1938 Juvenile Court (krimi drama, režie D. Ross Lederman)
- 1938 The Renegade Ranger (western, režie David Howard)
- 1939 Homicide Bureau (krimi drama, režie Charles C. Coleman)
- 1939 The Lone Wolf Spy Hunt (mysteriózní krimi komedie, režie Peter Godfrey)
- 1939 Jen andělé mají křídla (dobrodružné, romantické drama, režie Howard Hawks)
- 1940 Music in My Heart (romantický muzikál, režie Joseph Santley)
- 1940 Blondie on a Budget (komedie, režie Frank R. Strayer)
- 1940 Susan and God (komediální drama, režie George Cukor)
- 1940 The Lady in Question (komediální drama, režie Charles Vidor)
- 1940 Angels Over Broadway (drama, režie Lee Garmes a Ben Hecht)
- 1940 The Strawberry Blonde (romantická komedie, režie Raoul Walsh)
- 1940 Affectionately Yours (romantická komedie, režie Lloyd Bacon)
- 1941 Krev a písek (drama, režie Rouben Mamoulian)
- 1941 Nikdy nezbohatneš (romantická, muzikálová komedie, režie Sidney Lanfield)
- 1942 Moje dívka Sally (životopisná, muzikálová komedie, režie Irving Cummings)
- 1942 Historky z metropole (povídková komedie, režie Julien Duvivier)
- 1942 Krásnější než sen (romantická, muzikálová komedie, režie William A. Seiter)
- 1944 Dívka z titulní strany (muzikál, režie Charles Vidor)
- 1945 Tonight and Every Night (muzikál, režie Victor Saville)
- 1946 Gilda (romantický film-noir, režie Charles Vidor)
- 1947 Down to Earth (komediální fantasy muzikál, režie Alexander Hall)
- 1947 Dáma ze Šanghaje (mysteriózní film-noir, režie Orson Welles)
- 1948 The Loves of Carmen (drama, režie Charles Vidor)
- 1952 Affair in Trinidad (film-noir, režie Vincent Sherman)
- 1953 Salome (historické drama, režie William Dieterle)
- 1953 Slečna Sadie Thompsonová (muzikálové drama, režie Curtis Bernhardt)
- 1957 Fire Down Below (dobrodružné drama, režie Robert Parrish)
- 1957 Přítel Joey (romantická, muzikálová komedie, režie George Sidney)
- 1958 Oddělené stoly (romantické drama, režie Delbert Mann)
- 1959 Přišli do Cordury (dobrodružné drama, režie Robert Rossen)
- 1959 Příběh z titulní strany (drama, režie Clifford Odets)
- 1961 The Happy Thieves (krimi komedie, režie George Marshall)
- 1964 Circus World (drama, režie Henry Hathaway)
- 1965 Dolarová past (krimi drama, režie Burt Kennedy)
- 1966 Máky jsou také květy (francouzsko-rakouské mysteriózní krimi drama, režie Terence Young)
- 1967 Dobrodruh (italské válečné drama, režie Terence Young)
- 1968 I Bastardi (italsko-francouzsko-německý krimi film, režie Duccio Tessari)
- 1970 The Naked Zoo (drama, režie William Grefé)
- 1970 La Route de Salina (francouzsko-italské drama, režie Georges Lautner)
- 1972 The Wrath of God (western, režie Ralph Nelson)

### Seriály
- 1971 Laugh-In (dva díly, režie Mark Warren)